# クリケット
クリケット（英: cricket、英語発音: [ˈkrikit] ）は、クリケットバットとクリケットボールを用いて1チームが11人の計2チームの間で行われるスポーツ（球技）である。中国語表記や和名は板球。直径140メートル程の楕円形のフィールドの中で、長さ20メートル程の長方形のピッチを中心に各チームが交互に攻撃と守備を行い、得点数の優劣に基づいて勝敗を競う。国際クリケット評議会（ICC）の発表によると、世界の16歳以上の競技人口は3億人以上である。

## 概要
クリケットは16世紀にイングランド南部で始まったスポーツの一種であり、最初の競技規則は1744年に制定された。18世紀末までには、イングランドの国民的スポーツへと発展し、大英帝国の拡大によって海外でもプレーされるようになった。初の国際試合は1844年にアメリカのニューヨークで開催された。イギリスで発祥したスポーツであるため、英連邦諸国で高い人気を誇り、インド、パキスタン、バングラデシュなどインド亜大陸では最も人気のあるスポーツである。インドでは圧倒的に一番人気スポーツであり、他のスポーツを大きく引き離している。伝統的にオーストラリアやニュージーランド、スリランカ、南アフリカ、ジンバブエ、アフガニスタン、西インド諸島でも人気がある。北米や中東にもプロリーグがあり、100カ国以上でプレーされている。国際クリケット評議会（ICC）の調査によると、世界の16〜69歳のクリケットファンは10億人を越えており、全年齢では推定25億人である。
全面芝のフィールドでプレイされ、試合中にはティータイムもある。その優雅な雰囲気から別名「紳士・淑女のスポーツ」といわれる。イギリスでは上流階級がたしなむスポーツとされており、格式や伝統あるエリート校の体育ではクリケットは必修種目とされている。1805年に開始されたイートン校とハロウ校との間で毎年開催される定期戦は、世界で最も歴史の長いスポーツイベントの一つであり、クリケットの聖地と呼ばれるローズ・クリケット・グラウンドで200年以上行われている。オックスフォード大学とケンブリッジ大学との間で毎年開催されている定期戦も200年近くの歴史がある。イギリス王室と歴史的に深く結びついており、大英帝国勲章のナイトの称号を授与されたクリケット選手はスポーツ界の中で特に多い。
2023年現在、12の国・地域の協会がクリケットの統括団体であるICCの正会員であり、96の国・地域が準会員である。クリケット・ワールドカップは200以上の国・地域で視聴されており、FIFAワールドカップ、夏季オリンピックに次いで世界で3番目に視聴者数の多いスポーツイベントである。世界選手権大会は他にT20ワールドカップや女子クリケット・ワールドカップ等がある。2022年の男子T20ワールドカップでは、ICCの動画配信プラットフォームにおいて65億8000万回の視聴回数を記録した。ICCのSNS公式アカウントの総フォロワー数は2023年時点で1億を超えており、国際サッカー連盟（FIFA）などを上回り、国際競技連盟として最多である。
世界の競技人口は16歳以上で3億人を越えており、16歳未満も含めれば更に加算される。世界的な競技人口やファン人口が多いことから、サッカーに次いで2番目に人気の高いスポーツである。一方で世界のクリケットファンの大半をインド亜大陸で占めていることから、地域的な人気の偏りが強い。日本クリケット協会によると、日本の競技人口は約4,000人であり、人気や認知度は低くマイナースポーツとされている。ただ日本には早い時期に伝わっており、幕末の1863年に日本で最初のクリケットの試合となった横浜商人とイギリス海軍の試合が横浜で行われた。また、プロ野球・横浜DeNAベイスターズの本拠地でもある横浜スタジアムの前身・横浜公園平和野球場は元々1876年に居留外国人向けにクリケットグラウンドを開設したことに起因している。アメリカでは英領アメリカ時代の1709年から言及が始まり、1861年に起きた南北戦争以前は一番人気のスポーツだったが、19世紀後半に野球やアメリカンフットボールなど後発のアメリカ発祥のスポーツの発展により衰退した。しかし、近年はアメリカで新プロリーグが創設されるなど徐々に人気が復活している。

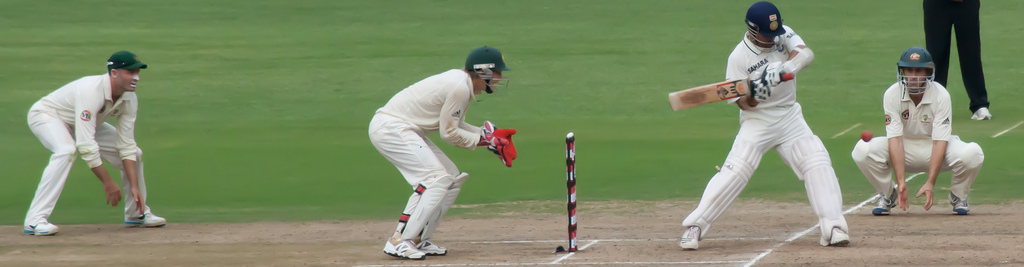
攻撃側のバッター（サチン・テンドルカール）と守備側のウィケットキーパーおよび2人のフィールダー

国際公式試合はテスト・クリケット、ワン・デイ・インターナショナル（ODI）、トゥエンティ20（T20）の3形式がある。これらの試合はICCによって承認された規則と規制に基づいて行われる。テスト・クリケットは1877年に国際試合が開始された伝統的な形式で、現在は2イニング制の5日間に渡って行われる。正会員の12のナショナルチームしか行うことができない。多くの国際試合は2カ国の間で行われるテストマッチシリーズであり、イングランド代表とオーストラリア代表のジ・アッシズが有名である。ワン・デイ・インターナショナル（ODI）は、1971年に国際試合が開始された規定投球数が50オーバー（300球）ずつの1イニング制であり、7時間程度で試合が終了する形式である。1975年に開始されたクリケット・ワールドカップはこの形式であり、正会員とODIの試合を行う権利を得た一部の準会員のナショナルチームしか行うことができない。トゥエンティ20（T20）は、2003年にイングランドの国内リーグで導入され、国際試合では2005年に開始された規定投球数が20オーバー（120球）ずつの1イニング制であり、3時間程度で試合が終了する形式となる。全ての準会員を含めた100以上のナショナルチームで行うことができる。これにより夜のプライムタイムに試合を開始することも可能になり、この形式のプロリーグが世界で急速に普及した。世界最大のプロリーグは2008年に発足したインドのインディアン・プレミアリーグ（IPL）であり、世界のトップクラスの選手の多くはこのリーグでプレーしている。IPLは2023年から5年間の放映権を総額4839億ルピー（約8470億円）で契約しており、1試合当たりの放映権料は世界のプロスポーツリーグでNFLに次いで2番目に高額である。オーストラリアのビッグ・バッシュ・リーグや西インド諸島のカリビアン・プレミアリーグも高い人気がある。アメリカでは2023年にメジャーリーグクリケット（MLC）が開幕した。また、女子のT20形式のプロリーグも急速に発展しており、インドでは2023年に女子プレミアリーグ（WPL）が開幕した。WPLはバスケットボールのWNBAと並び、女子プロスポーツリーグとして世界屈指の経済規模がある。
オリンピックでは1900年のパリ大会においてクリケット競技が1度だけ行われたが、2028年ロサンゼルスオリンピックで再び実施されることが2023年のIOC総会で決定した。男女2種目のトゥエンティ20（T20）形式で行われる予定である。オリンピック参加に長い間消極的だったこともあり、1世紀以上に渡って実施されなかった。特に強い発言力を持つとされるイングランド・ウェールズクリケット委員会とインドクリケット管理委員会は、長期においてオリンピック参加に反対の立場をとっていた。しかし、近年はクリケットを再びオリンピック競技にしようとする動きが高まっていた。ICCは2021年、ロサンゼルス大会をターゲットとして推進する意向を表明し、その2年後に同大会でのオリンピック復帰が決定となった。LA28大会組織委員会のワッサーマン委員長は、クリケット採用に関し、「25億人のファンを有するスポーツを我々の都市にもたらす好機」と述べた。

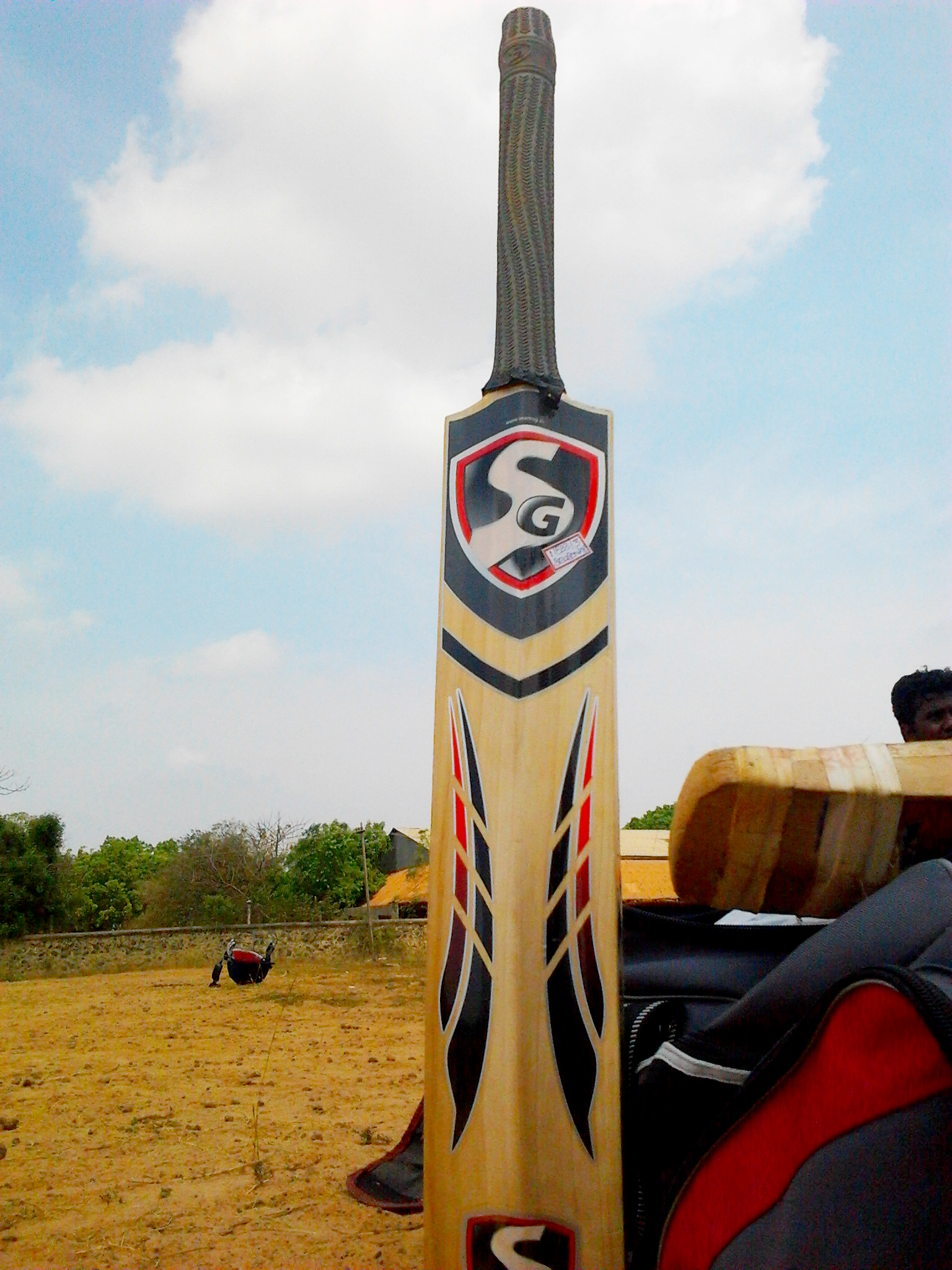
クリケットバット

クリケットの競技規則は、メリルボーン・クリケット・クラブ（MCC）が管理しているクリケット法を基準としている。試合は1チーム11人の2チームによって交互に攻撃と守備を1回ずつの1イニング制、または2回ずつの2イニング制で行われる。守備側が攻撃側から10アウトを取るか、規定投球数を投げ切るかで攻守交代となる。試合を行うフィールドは長径140メートル程の楕円形であり、その中央には長さ22ヤード（20.12メートル）の長方形のピッチがある。
主な得点方法は攻撃側の選手（バッター）が守備側の選手（ボウラー）の投げたボールをバットで打ち、その間に2人の攻撃側選手がピッチの反対側まで走り、守備側の返球でウィケットと呼ばれる杭を倒されるよりも早く、2人とも体の一部かバットがクリースと呼ばれるラインを越えると1点となる。また打球がフィールド境界線のバウンダリーをゴロで越えると4点、ノーバウンドで越えると6点となる。主なアウトの方法はボウラーが投球によってウィケットを倒すことや野球のフライアウトのようにバッターの打った飛球をグラウンドに着く前にキャッチすることである。

## 歴史

### 初期

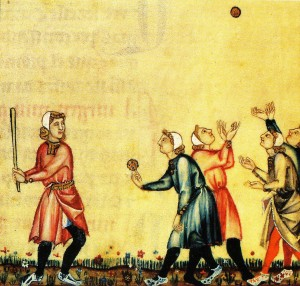
クラブボールと呼ばれる中世時代のゲーム

起源は13世紀に羊飼いの遊びとして始まったという説がある。クリケットの前身はクラブボールと呼ばれる13世紀のイングランドのゲームであった可能性がある。クリケットはサクソン人またはノルマン人の時代に、イングランド南東部の密林と開拓地が広がる地域に住む子供達によって発明された可能性があるという専門家の意見の一致がある。クリケットが成人のスポーツとしてプレーされたことが初めて言及されたのは1611年である。ボールを打ち飛ばして目標に到達するのを阻止しようとする打者の介入によって、ボウルから派生したのではないかという考えもある。ヴィレッジ・クリケットは17世紀半ばまでに発展し、後半には最初のイングランドのカウンティチームが結成された。
18世紀前半、クリケットはロンドンとイングランド南東部の地域で主要なスポーツとしての地位を確立した。その普及は旅行の制約により限定されていたが、イングランドの他の地域でも徐々に人気が高まり、女子クリケットの歴史は1745年に遡り、知られている限り最初の試合がロンドン近郊のサリーで行われた。
1744年に最初のクリケット法が作成され、その後1774年に修正され、レッグ・ビフォー・ウィケット、第3スタンプ、中間スタンプ、バットの最大幅などの革新が追加された。
17世紀にはイギリスの植民地を経由して北米に伝わり、18世紀には世界の他の地域にも伝わった。西インド諸島には植民者によって、インドにはイギリス東インド会社の船員によって持ち込まれた。1788年に植民地化が始まるとほぼ同時にオーストラリアに伝わり、19世紀初頭にはニュージーランドと南アフリカに伝わった。

### 19世紀

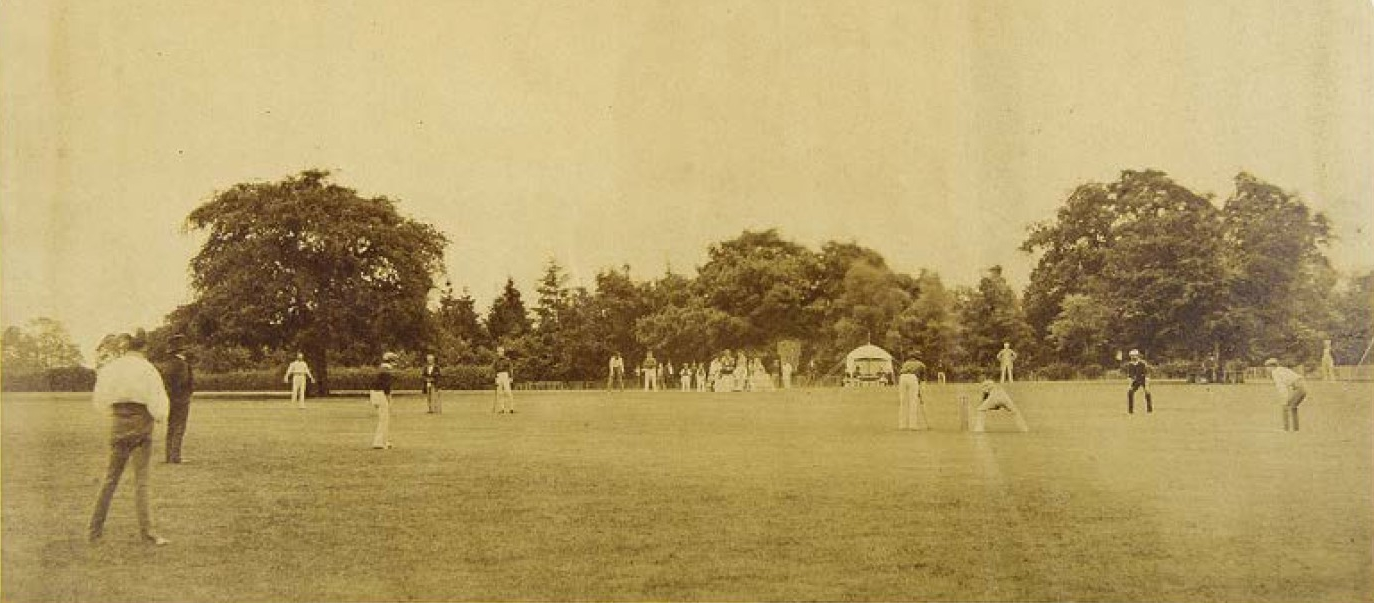
クリケットの試合として現存する最古の写真画像（1857年）

ナポレオン戦争による19世紀初頭の投資不足を乗り切り、1815年に回復が始まった。サセックスは1839年に設立された英国のカウンティクラブの中で最初であり、残りのクラブも19世紀末までにこれに続いた。鉄道網の発達は、遠く離れたチームの時間距離を大幅に短縮することが可能となり、クリケットの普及にも役立った。それだけでなく、観客は試合までに長距離を移動することができ、観客の数も増加する可能性もある。世界中のイギリス陸軍部隊が地元住民のプレーを奨励し、旧大英帝国全体のチーム数が増加した。女子クリケットは19世紀のスポーツの発展に重要な役割を果たし、1811年に最初の女子のカウンティの試合が行われた。

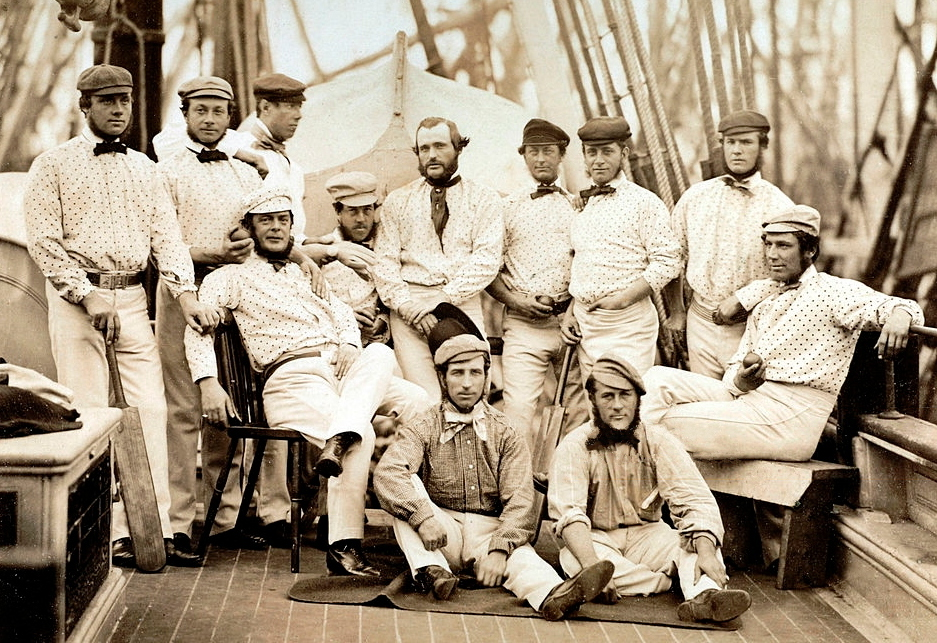
イングランドチームの初の北米遠征（1859年、船上にて）

アメリカ合衆国では野球やアメリカンフットボールより長い歴史があり、アメリカ合衆国建国の父と言われるベンジャミン・フランクリンは、クリケットの1744年版の公式ルールブックをイギリスから持ち帰った。19世紀半ばには1000を超えるクリケットクラブが全米に存在し、史上初のクリケットの国際公式試合は1844年にアメリカとカナダの間でニューヨークで開催された。サッカーの史上初の国際公式試合はその28年後の1872年である。エイブラハム・リンカーンは1849年に有料でクリケット観戦をしている。アメリカ史の専門家によると、南北戦争以前はアメリカで圧倒的に一番人気スポーツであった。1861年に始まった南北戦争中に後発の野球がアメリカ発祥のスポーツとしての地位を徐々に高めていき、1876年に野球のナショナルリーグが設立された。一方、クリケットは全米での最盛期が終焉し、衰退した。
1859年にはイングランドのファーストクラスのプロチームが史上初の海外ツアーで北米を訪問した。1860年代にW・G・グレースは長く影響力のあるキャリアを開始し、クリケットの人気の向上に大きく貢献した。1877年、オーストラリアのイングランド遠征チームがオーストラリアのフルイレブンと2試合を行い、現在では最初のテスト・クリケット形式の国際試合とみなされている。翌年、オーストラリア人たちは初めてイギリスをツアーし、このツアーの成功により、将来同様の事業に対する国民の需要が確実になった。1882年のジ・オーバルでは、緊張の末にオーストラリアが勝利を収め、ジ・アッシズが誕生した。その後、南アフリカは1889年に3番目の国としてテスト・クリケットを行うことが認められた。
1890年にイングランドで公式のカウンティ・チャンピオンシップが設立された。1890年から第一次世界大戦の勃発までの期間は数多くの偉大な選手が活躍したことから、「クリケットの黄金時代」として知られている。

### 20世紀

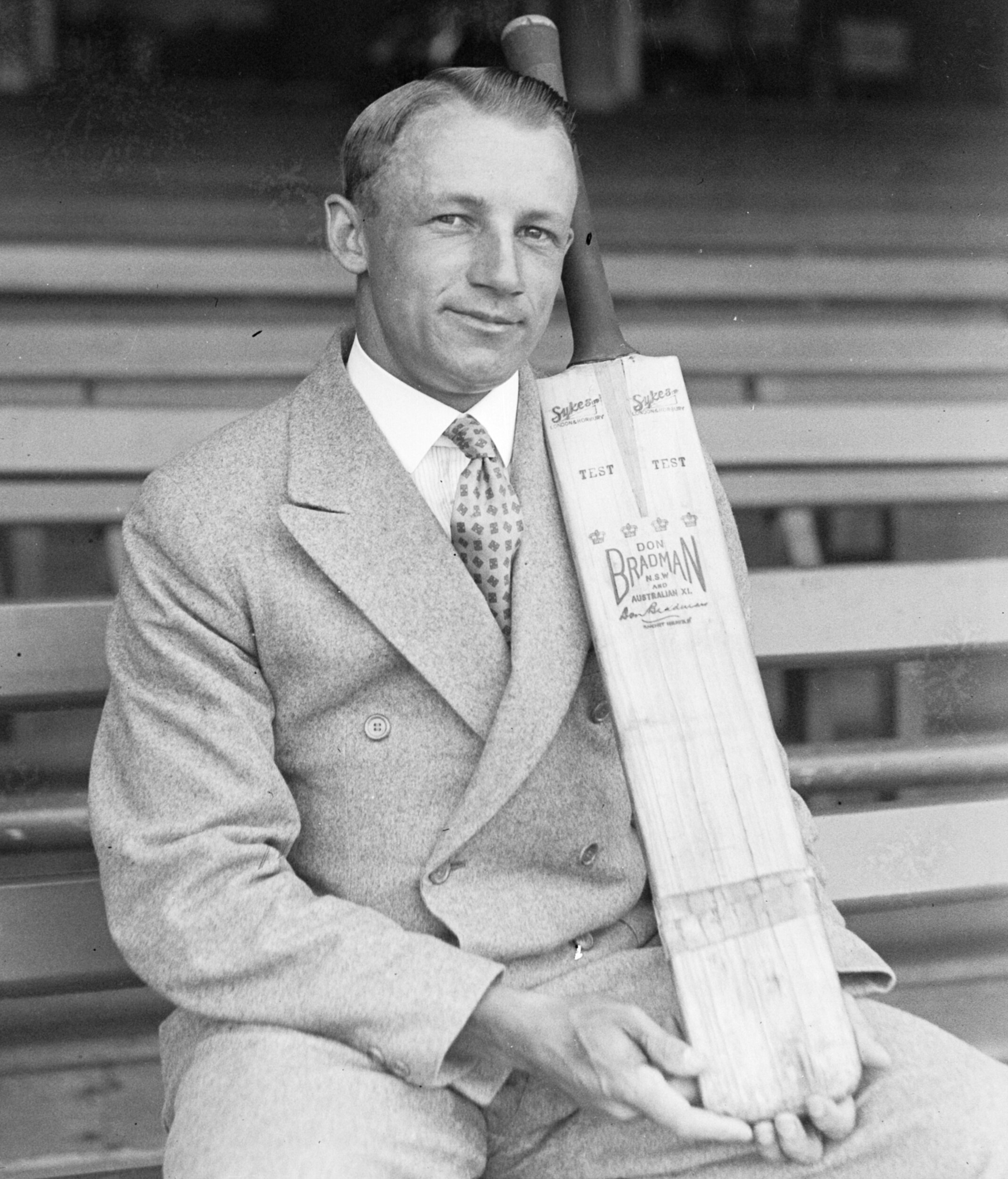
ドナルド・ブラッドマンは、「クリケット史上最高の選手」と評され、ペレなどと共に20世紀を代表するスポーツ選手の一人である。

1909年に大英帝国クリケット会議（現国際クリケット評議会）が設立され、原加盟国はイングランド、オーストラリア、南アフリカのみだった。その後、西インド諸島 (1928年)、ニュージーランド (1930年)、インド (1932年) は、第二次世界大戦前にテスト・クリケットが行うことが可能となり、大戦後にパキスタン (1952年) も可能となった。テスト・クリケットの出現によりこれらの国々でクリケットの人気は急上昇し、様々な競技会が創設された。
女子クリケットも20世紀初頭に最初の重要な国際的な一歩を踏み出し、1934年に史上初のテストマッチがイングランドとオーストラリアの間で行われた。1958年に国際女子クリケット評議会が設立された 。女子競技はさらに発展し、1973年にはあらゆる種類の最初の女子クリケット・ワールドカップが開催された。1950年代にはイングランドでクリケットの守備的な性質が徐々に観客数の減少につながったことに応じて、1963年にカウンティチームは、各1イニングのみの試合で、イニングごとの最大オーバー数を制限するバージョンのクリケットをプレーし始めた。投球数が制限されたリミテッド・オーバーの人気が高まり、1969年に国内リーグが設立された。

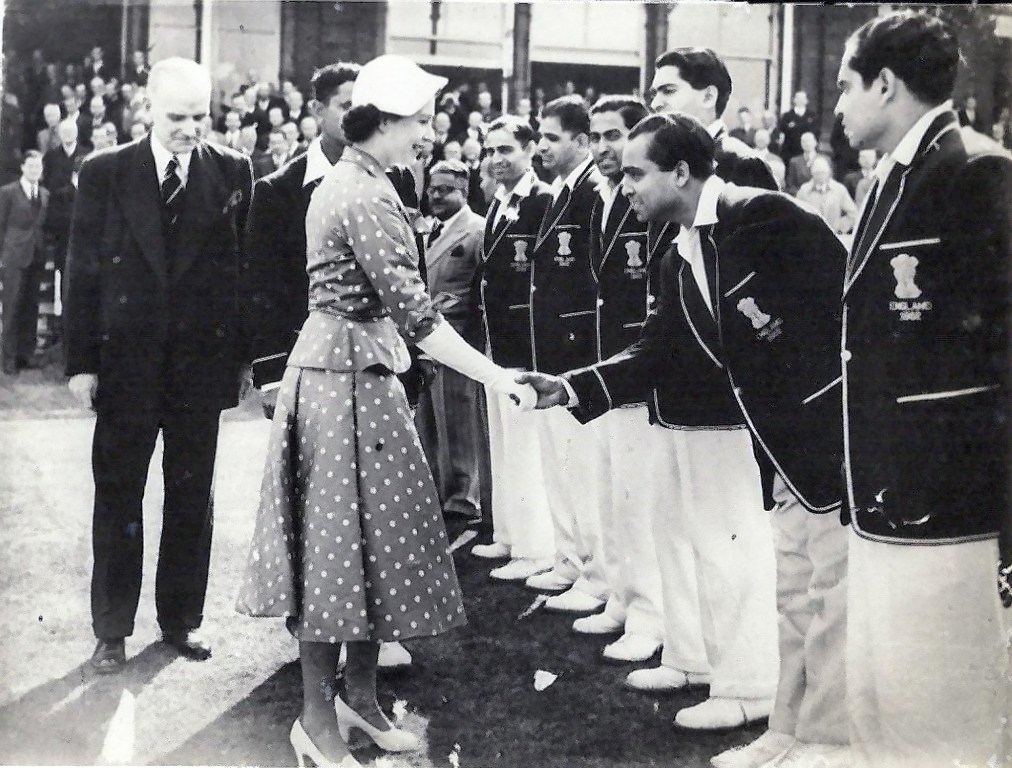
エリザベス2世と握手をするインド代表の選手（1952年）

1970年、南アフリカはアパルトヘイトにより国際クリケット競技会から無期限出場停止となった。その後、1991年に国際スポーツの復帰が認められ、1992年のクリケット・ワールドカップに出場した。
最初の投球数が制限されたワン・デイ・インターナショナル（ODI）の国際試合は1971年にメルボルン・クリケット・グラウンドで開催された。国際クリケット会議（当時）は、この展開に反応して、1975年にイングランドで第1回クリケット・ワールドカップを組織し、当時のテスト・クリケットを行なえる国が全て参加し、西インド諸島が初優勝した。
第1回ワールドカップの成功はこのように大きく、クリケットワールドカップは1979年と1983年にイングランドで開催され、その後1987年にインドとパキスタンで開催され、クリケットワールドカップが定期開催カレンダーの一部となることが決定された。1987年は白い服に赤いボールを使ってプレーされる最後のワールドカップとなり、1992年には投光器、色付きの衣装、白いボールが使用されるワールドカップの新時代が始まった。20世紀の終わりには、スリランカ (1982年)、ジンバブエ (1992年)、バングラデシュ (2000年) がテスト・クリケットを行う権利を得た。

### 21世紀

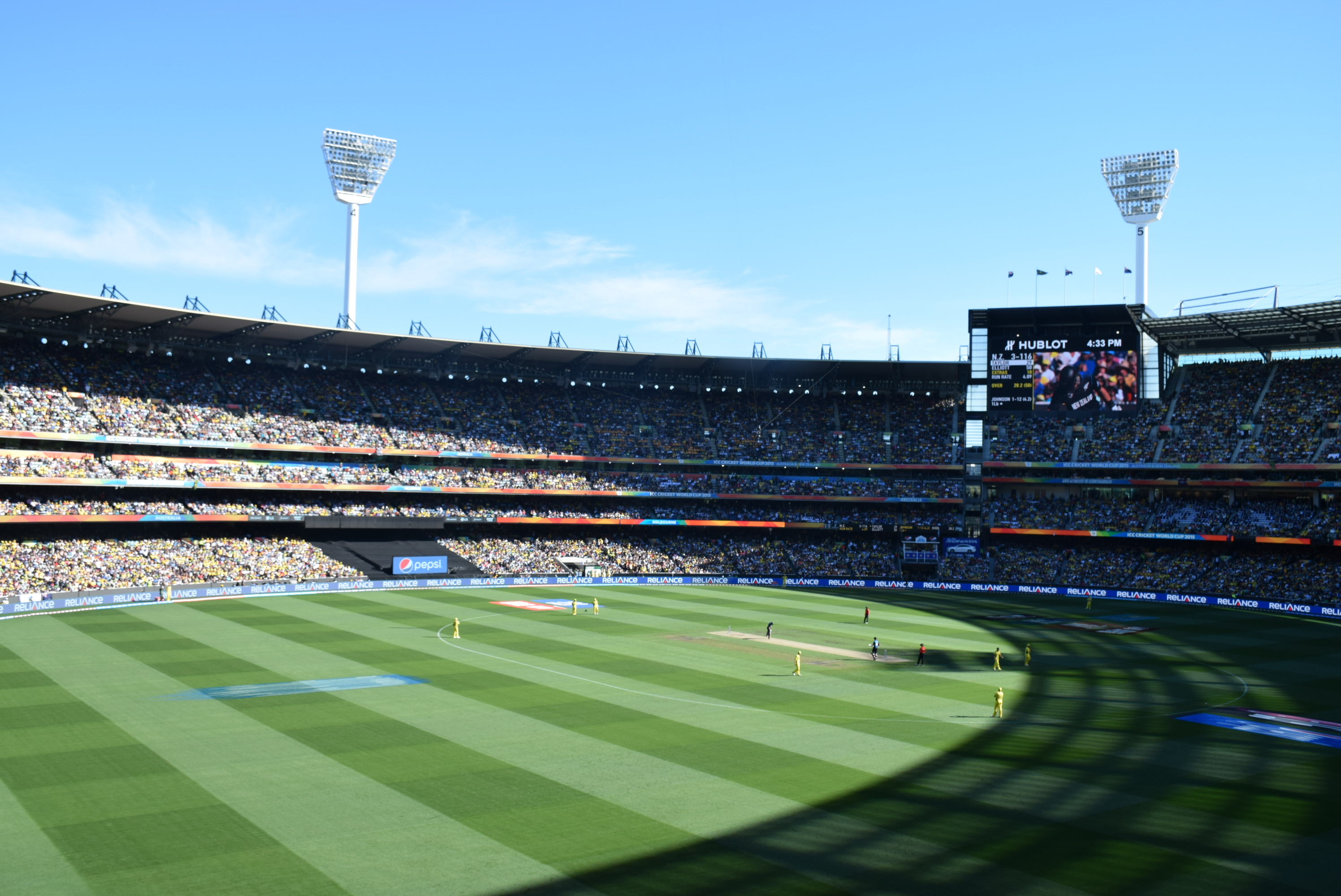
2015年W杯の決勝は、メルボルン・クリケット・グラウンドで行われ、オーストラリアが史上最多5度目の優勝を飾った。（観客数93,013人）

21世紀にはクリケット競技の歴史の中でも最も急速な変化が見られた。その中でも最も大きな変化はクリケットの新しい形式、つまり最短版であるトゥエンティ20（T20）であり、試合時間が3時間程度で終了するスペクタクルの創設である。2003年にイングランドで初めて行われたトゥエンティ20形式は、クリケットに大きな革新をもたらした。2004年に第1回女子T20インターナショナルが開催され、翌年には第1回男子T20インターナショナルが開催され、この形式はこのスポーツの3番目の公式形式として採用された。2007年9月、ヨハネスブルグで開催された史上初のICCワールドトゥエンティ20の決勝戦でインドがパキスタンに勝利し、世界中で4億人以上のテレビ視聴者を集めた。これが翌年のインディアン・プレミアリーグ創設のきっかけとなった。世界中でさらにトゥエンティ20形式のプロリーグが発足し、21世紀の現代クリケット選手は一年中クリケットをプレーすることに直面している。

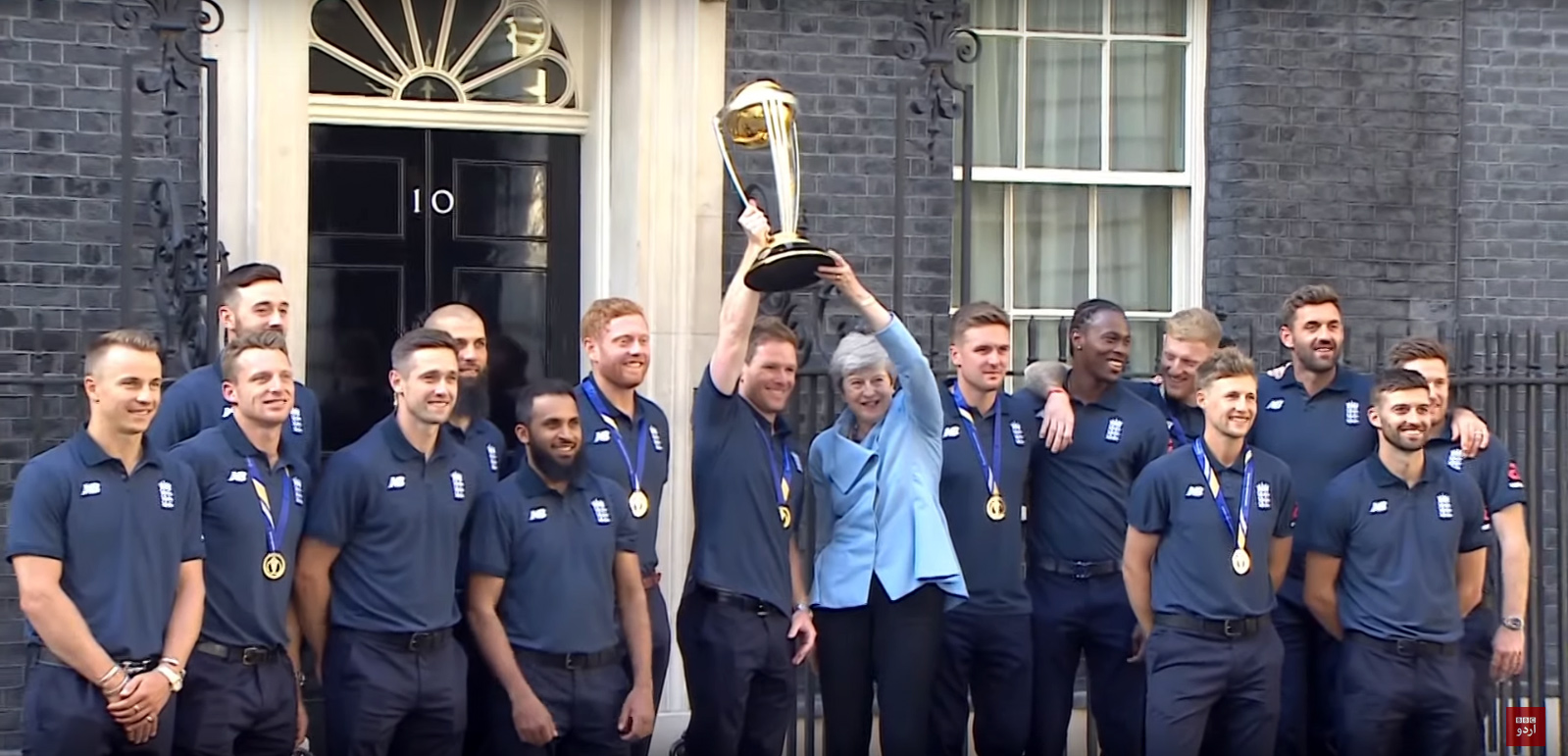
史上稀に見る大接戦となった決勝を制し、W杯初優勝を果たしたイングランド代表。イギリスのメイ首相とダウニング街10番地にて。（2019年）

国際クリケット評議会は2001年に「テストチャンピオンシップテーブル」を導入し、更に翌年には「ワンデーインターナショナルチャンピオンシップテーブル」を導入した。これらはクリケットの3つの形式の公式ICCチームランキングに発展しており、テストランキングの首位がICCテストチャンピオンシップを保持している。アフガニスタンとアイルランドは、フィールド内外での安定したパフォーマンスが評価され、それぞれの国でクリケットの大幅な発展と成長をもたらし、2017年6月に正会員資格を獲得し、その数は12になった。国際クリケット評議会は2021年、2028年ロサンゼルスオリンピックをターゲットとして、オリンピック競技に含めることを推進する意向を表明した。2023年10月、第141回IOC総会がインドのムンバイで開催され、ロサンゼルスオリンピックで実施されることが正式に決定した。ロサンゼルス大会組織委員会のディレクターであるカンプリアーニは、クリケットについてのプレゼンテーションをIOC総会で行い、「世界中に推定25億人のファンがいる世界で2番目に人気のあるスポーツを歓迎できることに興奮している」と語った。

## ルール

### 概略
| 1 | 審判                               |
| 2 | ウィケット                         |
| 3 | ノンストライカー・バッター（打者） |
| 4 | ボウラー（投手）                   |

| 5 | ボール                         |
| 6 | ピッチ                         |
| 7 | ポッピングクリース             |
| 8 | ストライカー・バッター（打者） |

| 9  | ウィケット                 |
| 10 | ウィケットキーパー（捕手） |
| 11 | フィールダー（野手）       |
| 12 | リターンクリース           |

| 1 | 審判                               |
| 2 | ウィケット                         |
| 3 | ノンストライカー・バッター（打者） |
| 4 | ボウラー（投手）                   |

| 5 | ボール                         |
| 6 | ピッチ                         |
| 7 | ポッピングクリース             |
| 8 | ストライカー・バッター（打者） |

| 9  | ウィケット                 |
| 10 | ウィケットキーパー（捕手） |
| 11 | フィールダー（野手）       |
| 12 | リターンクリース           |

典型的なクリケット場

クリケットのルールは、国際競技連盟のICCとイギリスで1787年に設立されたメリルボーン・クリケット・クラブ（MCC）が協議して決めている。競技規則となるクリケット法（英: Laws of Cricket）は、1744年に作成され、1788年以降は幾度かの改正を重ねながら、現在に至るまでまでMCCが管理している。2023年現在の最新版は2017年コード第3版である。ICCは3形式（テスト、ODI、T20）の国際大会のルールや規制を定めている。
ゲームは、各11人で構成される2チームがコイントスで先攻と後攻を決め、攻撃側と守備側に交互に分かれて対戦する。プレイフィールドの中央にピッチと呼ばれる縦長の場所があり、20.12メートル離れたその両端に高さ約71センチメートルの3本の杭（スタンプ）とそれを上部で繋ぐ梁（ベイル）で構成されるウィケットと呼ばれる柱状のものが刺さっている。
守備側はボールを投げるボウラー（投手）、それを受けるウィケットキーパー（捕手）、その他の9人はフィールダー（野手）としてプレイフィールド各所に配置する。
攻撃側は1番から11番まで打順を決め、1番打者と2番打者がバットを持ちプロテクターをつけて各ウィケットの手前で配置につき、3番打者以降はベンチで成り行きを見守る。片方の打者がアウトになったら、アウトになった打者と交代で順番に従ってフィールドに入り打撃を行う。フィールドに出ている打者2人をバッターといい、ボウラーと対峙する方のバッターをストライカー、ストライカーの反対側でランナーとなるバッターをノンストライカーという。以前は男子バッターをバッツマン、女子バッターをバッツウーマンと呼んでいたが、ICCやMCCはジェンダー平等の観点によって、性別を問わず公式にバッターと呼ぶことに変更した。
ボウラーは片側のウィケットの後方から助走をつけて、肘を伸ばし、もう片側のウィケット目掛けてワンバウンドさせるようにして投球する。それに対してバッターは、アウトにならないようにバットを用いてそれをブロックしたり、ラン（得点）するためにボールを遠くまで打つ。打つ方向は360度どの方向に打っても良い。
バッターがボウラーの投球を打った後、2人のバッター（ストライカーとノンストライカー）それぞれ相方側のウィケットの方向まで走り、双方がウィケットの前に引いてある安全線（ポッピングクリース）に到達すると1ランが入る。バッターが打球を遠くまで打ったときは1往復、1往復半、2往復などしても良く、それぞれ2ラン、3ラン、4ランなどと得点が入る。また、プレイフィールドの境界（バウンダリー）を超えてボールが飛んでいった場合は、走らなくても規定の得点が入る。ゴロでバウンダリーを越えた場合は4ラン、飛球であれば6ランである。バッターは、走ってもアウトになりそうだと判断した場合は走らなくて良く、またアウトにならない限り投球を見送ってもよい。一人のバッターが1イニングで100ラン以上を獲得することをセンチュリーといい、バッターとして大変な名誉とみなされる。また、50ラン以上はハーフセンチュリーという。

ウィケットは高さ71.12cmの3本のスタンプとその上に置かれている長さ10.95cmの2つのベイルで構成される

バッターがアウトになるのは、
ボウルド (Bowled)
ボウラーによって投げられたボールがウィケットに当たる
コート (Caught)
バッターが打った飛球をグラウンドに着く前にキャッチされる
ランアウト (Run out)
バッターの体やバットの一部がポッピングクリースの後側に位置していない時に、相手チームによって正しくウィケットが倒される
などの場合である。詳細は#アウト節を参照のこと。アウトになったバッターは次の打順のバッターと交替する。クリケットでは、アウトにならない限りいつまで打っていてもよく、逆にアウトになったらその試合ではもう打つことはできない。
ボウラーが6球投球することを1オーバーといい、オーバーになるとボウラーは交替し（2オーバー連続して投げることはできない）、反対側のウィケットから次のボウラーが投球する。ODI形式やT20形式では1人のボウラーは総オーバーの5分の1までしか投球できないため、ODI形式では10オーバー（60球）、T20形式では4オーバー（24球）が上限である。1チームにボウラーは最低5人は必要である。
攻撃側が10人アウトになるか、ODI形式なら50オーバー、T20形式なら20オーバーを完了した時点でイニング終了となり、攻守交替する。
先攻後攻それぞれ1イニングずつ攻撃し、ランの多い方が勝利チームとなる。
両者の力関係にもよるが、クリケット・ワールドカップルールでは1イニング200-300ラン程度入り、試合時間は食事の休憩を含めると7時間以上かかる長丁場である。T20形式は3時間程度で試合が終了し、イニング途中に飲水タイムはあるが、食事の休憩はない。

### チーム構成
クリケットのチームは11人で構成される。試合中に1人までは交代が認められているが、この交代は怪我などの理由による交代のみで、基本的には最初から最後まで同じ11人でプレーする。交代する場合は、相手の主将の同意が必要である。また交代で入った選手には、ボウリング等に制約があり、他の競技のようにまわりの選手と同様のプレーは行えない。クリケットでは試合中に監督が指示できず、主将（キャプテン）の指示に従う。そのため、キャプテンシーも重要な試合の勝敗を決める要因となる。クリケット法第1条によると、主将は常にプレーがクリケットのフェアプレー精神とルールの範囲内で行われることを保証する責任を負っている。
戦術的には、3〜4名ほどのボウラー、3名ほどのバッター、3〜4名ほどのオールラウンダーに1人のウィケットキーパーでチームを構成する。オールラウンダーはバッターとボウラーの両方で卓越した選手である。ボウラーは速球派なのか、変化球派なのか、バッターはハードヒッターなのか、ブロッキングに長けているのか、などのそれぞれの個性によってメンバーを決める必要がある。攻撃中は1番から11番までのバッターがアウトになるまで2人ずつでバッティングを行う。打順は一般的に1番から3番の上位打線に打撃能力の高いバッターを置き、9番から11番の下位打線には打撃能力の低いボウラーを置く。投球制限のあるODIやT20形式では、上位打線が好調の場合は下位打線まで出番が回って来ないままイニングが終了する。守備中はボウラー1名、ウィケットキーパー1名とフィールダー9名で守る。ボウラーは1オーバーずつ他のボウラーと交代しながら、フィールダーも担当する。

### 試合のフィールド

クリケットのピッチの寸法

試合の中心となるピッチは、長さ22ヤード（20.12メートル）の2つのウィケット間と幅10フィート(3.05メートル)のエリアである。ピッチの両端にはクリースと呼ばれる4つの白線がある。ボウリング・クリースは8フィート8インチ（2.64メートル）の長さがあり、線の中央にウィケットが並ばれている。ポッピング・クリースは、ボウリング・クリースから4フィート（1.22メートル）内側にある線であり、平行線となっている。リターン・クリースは上記の2つの線と直角に交差する2つの線である。
フィールドの広さは、ICCが定めている男子の国際試合においては、ピッチの中心からバウンダリーまでの距離が65ヤード（59.43メートル）以上、90ヤード（82.29メートル）以下である。つまりフィールドの長径は最長160メートルを超え、短径は最短でも120メートル近くある。女子の国際試合は男子より距離が短く、60ヤード（54.86メートル）以上、70ヤード（64メートル）以下である。国際大会で使用されるクリケット場のグラウンド面積は通常17,000㎡以上であり、MLBやNPBで使用される野球場のグラウンド面積より広い。

### 試合の進行
試合は2チームの攻撃によって行われる。上記のように大会によりルールは異なるが、1回の攻撃と守備が1イニングとカウントされ、またボウラーが6球投げ1オーバーとカウントされる。このイニングか、オーバーのどちらか、または両方で試合の長さに関する制限がされ、試合時間が決まる。
試合はコイントスなどにより先攻・後攻を決めて試合が始まる。トスから30分程度の後に試合が始まる。それぞれのチームが攻撃（バッティング）と守備（フィールディング）につき、試合が始まる。

### バッティング
クリケットには以下のような打ち方がある。
- ドライブ

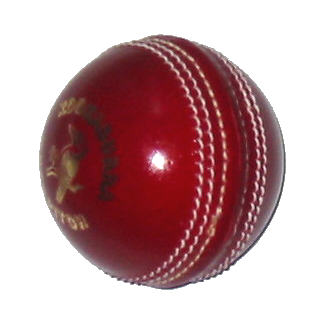
競技で使用されるボール。コルクの芯をウールと皮で巻きつけた作り。非常に硬い。男子用は156-163g。女子用は140-151g。

  - フロントフットドライブ（投球の来た方向に打球が飛ぶ）
  - バックフットドライブ（投球の来た方向、または体の前に打球が飛ぶ）
- プルショット（引っぱり、体の向きの真後ろに飛ばす）
- レッググランス（足下への投球を後ろにそらす）
- カットショット（体の真正面に打球を飛ばす）
  - レイトカット（打撃点を遅らせ後ろ45度の方向に打球を飛ばす）
- スウィープショット（足下への遅い球を、ほうきで払うように横に飛ばす）

などといった打ち方がある。
また、必ずしも投球を打たなくても良く、ブロックし、投球がウィケットに当たるのを阻止したり、アウトにならないために無理に打たずに見送ったりということがある。

### ラン（得点）
得点は走った数で数えられるので、得点はラン（run/runs）と表記される。クリケットの得点は、同時にフィールドにいる2人のバッターが、お互いに反対側のポッピングクリースのラインをまたぐことで1点と数える。走った数で得られるランは大半が1ランであり、3ラン（1往復半）になると頻度が低くなる。4ラン以上も可能だが、守備チームのエラーが発生した場合などにほぼ限定される。
片方のバッターのみが入り、もう片方が辿り着く前に送球等でウィケットが倒された場合には得点にならず、倒された側のウィケットに近かったバッターがアウトとなる。走者の距離が足りなかった場合、ポッピングクリースのラインよりも手前、またはライン上までしか来なかった場合はランが不成立となる。このような場合に気がつかず、往復してしまっている場合は「ショートラン」と言い、得点がカウントされない。カウントされない得点はショートランとなったもののみを数える（往復する際の初めの時が足りていなかったら、1ラン目のみ無効とされ、帰りの1点はカウントされる）。
通常は上記のように走った回数によって得点が入るが、
4ラン
バッターが打球したボールがワンバウンド以上でバウンダリーを越えた場合は、自動的に4得点が記録される。
6ラン
バッターが打球したボールがノーバウンドでバウンダリーを越えた場合は、自動的に6得点が記録される。
などのように、あらかじめ決められている得点の入り方も存在する。クリケットのランにおいて最大の特徴は、バットを使えることである。体の一部としてバットを考えるため、バットを持ちながら走る。通常は、バットをポッピングクリースのラインに擦るようにしてランを行う。往復する時は、バットの先をラインよりもウィケット側につけて返ることで、早く往復できる。クリケットの醍醐味の1つにバッター2人のパートナーシップがある。このパートナーシップにより伸ばせるランに違いが出ることも面白い点である。勝手に走ることは許されない。

### エキストラ（得点）
エキストラポイントとは、バッターがバットを使って獲得した点数（ラン）とは異なり、守備側の反則などにより攻撃側に与えられる点数である。攻撃側のチームの点数となるが、バッター個人の点数には含まれない。
ノーボール (No ball, Law 21)
ボウラーが不正に投球した場合など。投球する時、かかとがポッピングクリースを超えたり、後ろ足がリターンクリースをはみ出した場合、肘を曲げて投げた場合など。ペナルティとして攻撃チームに1点加算される。1オーバーの6回の投球数のうちに含まれない。
ワイドボール (Wide ball, Law 22)
ボウラーが投球したボールがバッターのバットに到底届きそうにないほど、打撃可能な範囲を越えて暴投した場合。ペナルティとして攻撃チームに1点加算される。1オーバーの6回の投球数のうちに含まれない。
バイ (Bye, Law 23)
ノーボールでもワイドボールでもない正規のボールだが、バッターが空振りや見送りをして、バットにもウィケットにも当たらなかったボールをウィケットキーパーが後ろにそらした場合、打者は反対側のポッピングクリースに走って点数を稼ぐことが出来る。ただバッター個人の点数にはならない。ウィケットキーパーが後ろにそらしたボールが転がったままバウンダリーを超えた場合は、攻撃チームに4点加算される。
レッグバイ (Leg bye, Law 24)
ノーボールでもワイドボールでもない正規のボールが打者の身体や防具に当たり、そのままそれた場合など。ボールが転がったままバウンダリーを超えた場合は攻撃チームに4点加算される。ただ、バッターがバットでプレーを試みていた場合やボールが身体に当たるのを避けていた場合に適用するが、故意にボールに当たった場合は適用されない。
ペナルティラン (Penalty run, Law 28 41 42)
野手の反則により、攻撃チームに5点加算される。例えば守備側のヘルメット等の道具をフィールドに置き、打球が当たった場合はこれに当たる。また、アンフェアなプレーやスポーツマンシップに反する行為としてのペナルティは、攻撃と守備の両チームに適用される。

### アウト
| 順位 | アウトの種類 | シェア率 |
| ---- | ------------ | -------- |
| 1    | コート       | 56.92%   |
| 2    | ボウルド     | 21.43%   |
| 3    | LBW          | 14.30%   |
| 4    | ランアウト   | 3.51%    |
| 5    | スタンプト   | 2.03%    |
| 6    | その他       | 1.81%    |

競技規則であるクリケット法の2017年コード第3版によると、守備側がアウトを取る方法は9種類である。主要なアウトはコート、ボウルド、LBW、ランアウト、スタンプトの5種類であり、1877年から2012年までのテスト・クリケットの統計では全アウトの98%以上を占める。その他4つのアウト方法は稀である。以前はハンドルド・ザ・ボールというアウト方法もあったが、除外された。バッターはアウトになると、次のバッターと交代しなければならない。クリケットのアウトはなかなか取れず、一人のバッターに対して合計100球以上投げてもアウトが取れないこともある。バッターが1点の得点も上げられずにアウトになる事をダック（Duck）と呼び、スコアカードの自身の得点欄にはアヒルのマークが記載され、テレビ中継でもその様に表示される。

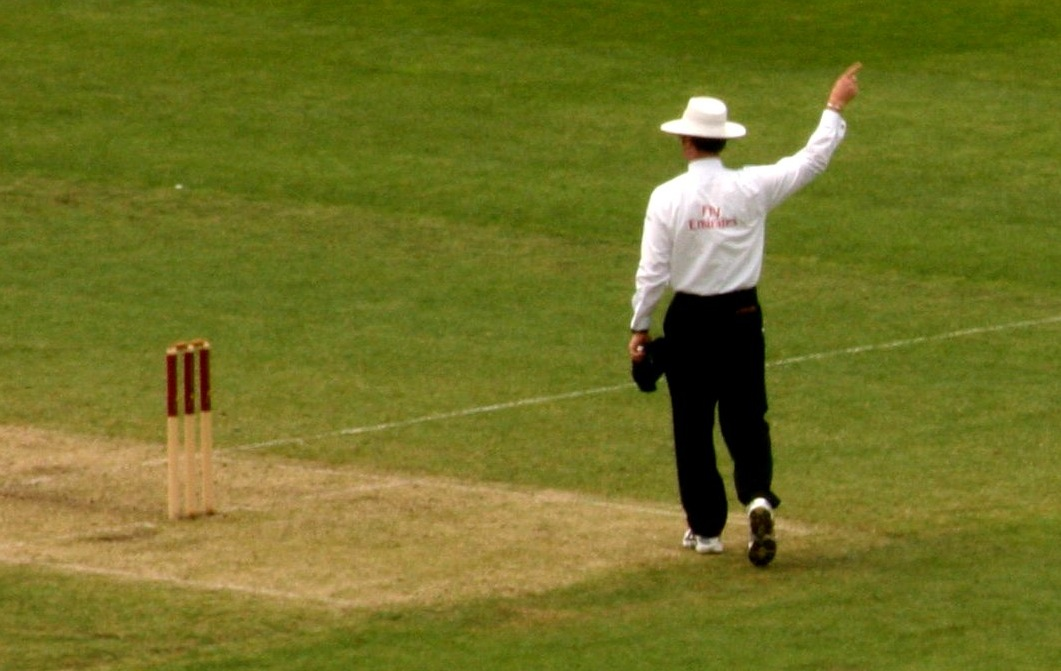
審判

クリケット法（Laws of Cricket、2017年コード第3版）に記載されているアウトを簡単に紹介する。
ボウルド (Bowled, Law 32)
ボウラーの投球によりウィケットが直接倒された場合。
コート (Caught, Law 33)
バッターの打ったボールがノーバウンドで捕球された場合に宣告される。全アウトの過半数を占める。360度どの方向に打ってもよいことから、チップによるアウトを狙うために速球投手の場合は打者後方7、8メートルのところへ数名の守備が配置される。
ヒット・ザ・ボール・トゥワイス (Hit the ball twice, Law 34)
意図的に投球を止めて打つような行為を防ぐもの。同時に守備側の送球を打ってしまうことも禁じている。ブロックやショットの際に流れの中で2度打ちした場合はこの限りでない。また打った後のボールがウィケットに向かって転がるまたは飛んでいる際に、ウィケットを守るために2度打ちすることは許されているが、この場合は走れなくなる（＝得点できなくなる）
ヒット・ウィケット (Hit wicket, Law 35)
守るはずのウィケットを自ら倒してもアウトとなる。ショットのために足を移動しウィケットに触れてもアウトになる。
LBW (Leg before wicket, Law 36)
投球がバッターの足に当たっていなかったらウィケットを倒せていたと審判が判断したときに取られるアウトのこと（細かい条件がある）。テクノロジーを用いた審判補助システムの活用によって判定されることが多い。
オブストラクティング・ザ・フィールド (Obstructing the field, Law 37)
バッターが言葉や行動によって、意図的に守備側への妨害をした場合。Law 34のヒット・ザ・ボール・トゥワイスにも重なる部分がある。
ランアウト (Run out, Law 38)
バッターが走っている間にボールがウィケットに戻ってきて、送球により、または捕球したフィールダーがボールで触れ、ウィケットが倒された場合。どこまで走れば良いのかといった区切りについてはランの項目を参照のこと。
スタンプト (Stumped, Law 39)
ノーボールでない投球に対してポッピングクリースの外でボールを空振り、または見逃し、そのままランを試みぬまま、ウィケットキーパーによって捕球したグラブでウィケットを倒された場合に、ランアウトではなく宣告されるアウト。スピンを打ちに前に出てミスショットした際によく見られる。キーパーの早技が鍵となる瞬間的なプレー。
タイムド・アウト (Timed out, Law 40)
3分以内に前のウィケットが落ちてから（アウトになってから）次のバッターが準備し構えない時に、宣告される。これはアンパイアの試合進行義務からくる。ICCのルールでは、テスト・クリケットやODI形式では2分以内、T20形式では1分30秒に短縮されている。

### ボウリング

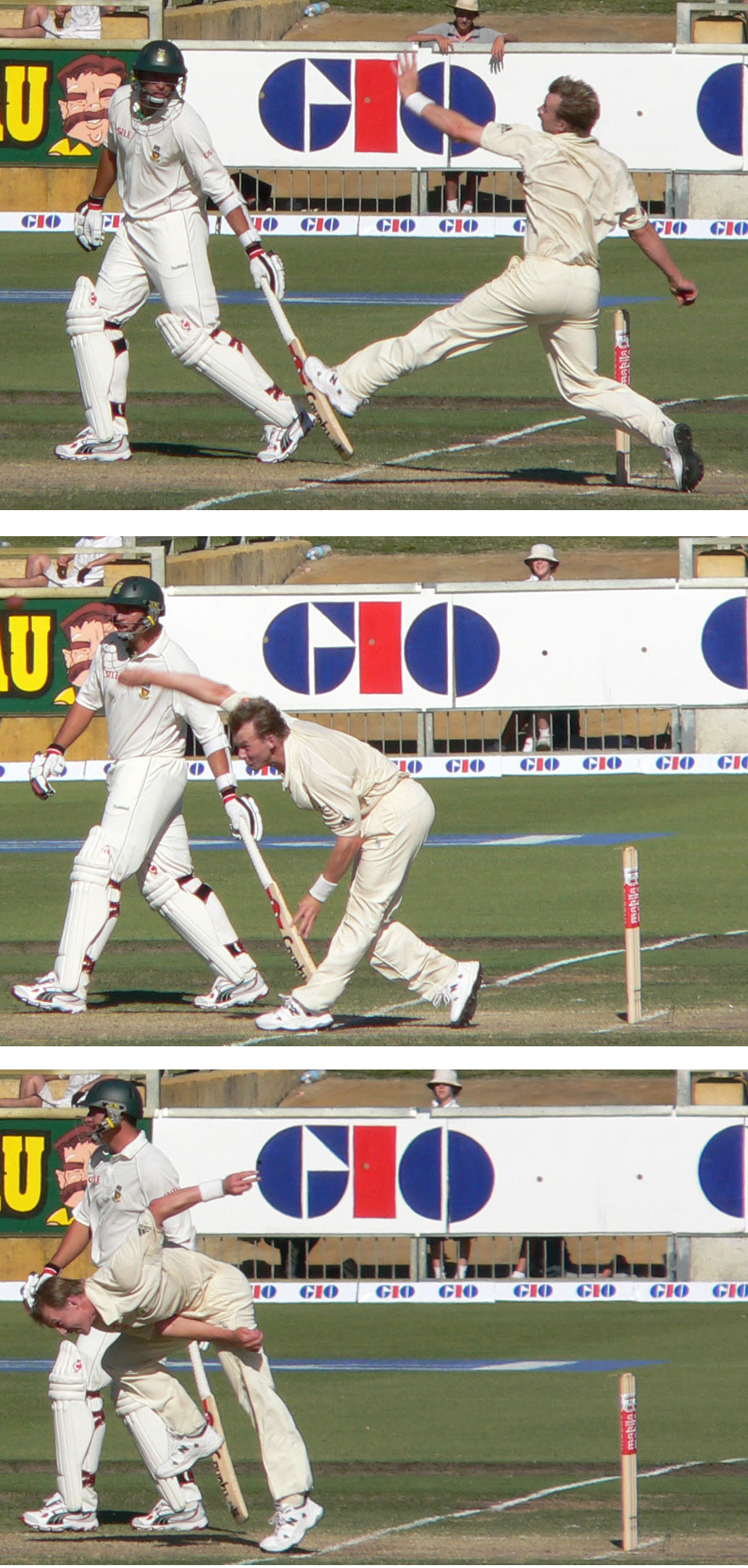
ペースボウリングの投球フォーム

ボウリングは肘を曲げずに投球することを指す。クリケットにおいてはバッターに向かって投げることを指している。
助走を付けてよく、走り込みながら投げられる。この際、バッターに対して1バウンドしても良く、通常はノーバウンドより打たれにくい1バウンドを利用してバッターに投げ込む。このとき、打者から大きく外れ打たれなかった投球はワイド・ボール (Wide ball, Law22)、肘曲げやオーバーステップなどの違反投球の場合はノー・ボール (No ball, Law 21) といって、投球数にカウントされない。
空気抵抗を利用した変化球のほか、ワンバウンドでの投球もあるので、バウンド後の変化を利用する投球もある。
- ペースボウリング
  - シームボウリング
  - スイングボウリング　速い投球が鋭く変化する
    - アウトスインガー　打者の体から遠ざかる。
    - インスインガー　打者の手元に食い込む。

  - スロワーボール
  - カッター　速めの投球で、バウンドが少し変化する
    - オフカット
    - レッグカット
- スピンボウリング　遅い投球で、跳ね上がりが大きく変化する
  - フィンガースピン
    - オフブレーク
    - レフトアームオーソドックス
    - トップスピン
    - ドゥーズラ
    - アームボール

  - リストスピン
    - レッグブレーク
    - チャイナマン
    - トップスピン
    - グーグリー
    - スライダー
    - フリッパー
- フルトス　ノーバウンドの投げ方

また、投球スタイルにより、
- ファストボウラー（本格派・速球投手）
- スピナー（技巧派・変化球投手）

などの業種分けがなされる。

### フィールディング

右打者の場合の野手ポジション

フィールダー（野手）は、クリケット法によるとボウラーとウィケットキーパーを含めた11人である。ボウラーとウィケットキーパー以外の9名はポジションを自由に配置できるが、パワープレーなどの守備制限もある。主将やボウラーの指示によって、野手のポジションが配置されることが多い。バッターが打ったボールをノーバウンドで捕球しアウトにしたり、相手が得点するランの数をなるべく少なくするのが主な役目である。
主なポジション
- 必須
  - ボウラー（Bowler）
  - ウィケットキーパー（Wicket-keeper）
- インフィールド
  - スリップ（Slip）
  - ガリー（Gully）
  - ポイント（Point）
  - カバー（Cover）
  - ミッドオン（Mid-on）
  - ミッドオフ（Mid-off）
  - ミッドウィケット（Mid-wicket）
  - スクエアレッグ（Square leg）

- アウトフィールド
  - ロングオン（Long on）
  - ロングオフ（Long off）
  - サードマン（Third man）
  - ファインレッグ（Fine leg）

パワープレー
ODIやT20形式で採用されている、アウトフィールド（30ヤードサークルの外側、外野）の守備に配置できる人数を制限するルール。ODI形式の男子ワールドカップでは、1〜10オーバーで最大2名、11〜40オーバーで最大4名、41〜50オーバーで最大5名を配置できる。T20形式の男子ワールドカップでは1〜6オーバーで最大2名、7〜20オーバーで最大5名を配置できる。

### オーバー
1試合の中で、ボウラーが正規の投球を6球投げたところで1区切りとなる。この6球を1オーバーという。この中には、前述の通りワイド・ボール、ノーボールは含まれない。
オーバー数制限がある場合は打てる球数に実質制限があるため、出来る限りボールを打ちにいく必要がある（ルール上ではノー・ボールは際限なく打てるため、打てる球数は最大で無限になる）。逆にオーバー数制限がない場合はいくらでもボールを見逃すことができる。

### 休憩
試合中に、一定のオーバーが経過した場合、または時間が経った場合にはドリンクタイム、ティータイム、ランチタイムなどが入り試合を休憩する。詳細は試合形式により異なる。例えば最も正式な試合形式であるテストマッチでは、1日に2時間のプレーを3回行い、プレーとプレーの間にお昼の時間（lunch time）40分とお茶の時間（tea time）20分が設定される。1日の流れとしては、まず午前中にプレーを行い、昼食を楽しんだ後再びプレーを行い、さらにアフタヌーンティーを楽しんだ後に再びプレーを行い終了となる。午前11時に試合を開始した場合、午後6時ごろの終了となるが、インド亜大陸は季節による日の長さの差が少ないため、日没による影響なく試合を行うことができる。選手や観客たちは休憩時間になると、炎暑を避けて日陰でランチョン敷物を広げ、ランチボックスやティーポットを使って飲食し、家族や友人たちとの歓談を楽しむ。T20形式の国際試合では最初のイニングが終了した後の休憩時間は20分であり、イニング中には2分半のドリンクタイムがある。

### 試合の終了
試合は規程のオーバー数またはアウト数により攻守を交代する。
そしてそれぞれバッティングによって得た得点により勝敗を決する。
先攻側が勝利したときは、得たラン数の差で勝敗を表す。たとえば1イニング制の試合で先攻チームが200ラン、後攻チームが190ランだった場合、先攻チームが「10ランで勝利」とされる。これに対し、後攻側が勝利したときは、残ったウィケットの数で表記する。たとえば1イニング制で先攻チームが200ラン獲得しており、後攻チームが逆転して201ランになったときはその場で後攻側の勝利となるが、この反撃中に4回ウィケットを落としていた場合（ウィケットは10本とされるため）後攻チームは「6ウィケットで勝利」とされる。
1イニングの試合（オーバー数制限あり）であれば、先攻チームによる逃げきりか後攻チームによる逆転で試合の終了が決まる。先攻チームは後攻チームをオールアウトにするか規程のオーバー数を使い切る中で得点を上回られなければ勝ちになる。逆に後攻チームは規程のオーバー数の中で、オールアウトにならずに先攻チームの得点を上回れば勝ちとなる。
2イニングの試合（オーバー数制限なし）であれば、そのまま逆転したとしてもゲームを続け、後攻チームのオールアウトをもって攻守を交代し、もう1イニングを行う。この際に、これ以上先攻チームor後攻チームが得点を必要としないと判断した場合はデクラレイション（Declaration、宣言）することができる。これは2イニング制において試合の時間制限はあれど、オーバー数制限がないために、試合時間以内に試合を終わらせるための手段である（試合が時間以内に終わらなければ、自動的に引き分けとなるが、大会により勝ち点などの細かいルールが規程されていることが多い）。また、同様の理由から、先攻チームが大量リード（100点以上の差など）して1イニング目が終わった際に、後攻チームに再度攻撃をさせる（先攻・後攻が入れ替わる）ことができる。これをフォロー・オン (follow-on) という。

### タイブレーク
クリケットは通常1イニングで数百得点が入ることから、同点で試合が終了する確率はかなり低い。ODI形式とT20形式で同点だった場合は、スーパーオーバーと呼ばれるタイブレーク制度がある。先行チームと後攻チームが1オーバー（6球）ずつの勝負となるが、攻撃チームがアウトを2つ取られた場合はその時点で終了する。それでも同点の場合は、どちらかのチームが勝つまで1オーバーずつを繰り返す。かつては1オーバー勝負で同点だった場合は、バウンダリー（6点か4点）を多く取ったチームが勝者となっていたが、相手よりも多くのラン（得点）を獲得したほうが勝利という基本原理に従い、決着が着くまで1オーバーずつ繰り返すことに変更した。変更のきっかけとなった2019 クリケット・ワールドカップのイングランド代表とニュージーランド代表との決勝戦では、241対241の同点になり、その後のスーパーオーバーでも15対15の同点となった。結局バウンダリーをより多く取っていたイングランド代表が勝者となり、初優勝を果たしている。

### 試合の形式
国際公式試合として行われる形式は3つであり、テスト・クリケット、ワン・デイ・インターナショナル（ODI）及びトゥエンティ20・インターナショナル (T20I)である。
テスト・クリケット
1877年に開始された伝統的な国別対抗戦の試合形式。正会員の12ナショナルチームのみ行うことが出来る。球数無制限の2イニング制を採用。10アウトになればイニングが終了であり、通常5日間の日程で勝敗を決する。5日間で試合が終了しない場合は引き分けとなり、タイブレーク形式は行われない。
ワン・デイ・インターナショナル (ODI)
従来は数日間かかる試合を1日で決着出来る形式として1971年に国際試合で開始された。1975年に開始されたクリケット・ワールドカップの形式としても採用されている。50オーバー（300球）限定1イニング制でああり、試合時間はおよそ7時間程度となる。正会員の12のナショナルチーム及び一部の準会員のナショナルチームのみ行うことが出来る。同点となれば、タイブレーク形式のスーパーオーバーが実施される。
トゥエンティ20 (T20)
2003年に登場し、2005年に国際試合として開始されたODIよりさらに短時間で終わる試合形式。国際大会で行う場合は、トゥエンティ20・インターナショナル（T20I）ともいう。20オーバー（120球）限定の1イニング制を採用。1試合3時間程度で終了する。同点となれば、タイブレーク形式のスーパーオーバーが実施される。正会員及び日本代表を含めた全ての準会員の100以上のナショナルチームが行うことが出来る。2028年ロサンゼルスオリンピックで採用予定。
T10
10オーバー（60球）限定。1試合90分程度で終了する。ICCが主催する国際試合では行われていない。
シックス・ア・サイド（6-a-side)
6人制クリケット。5オーバー（30球）限定1イニング制で、1試合50分程度で終了する。ICCが主催する国際試合では行われていない。

### 試合での服装

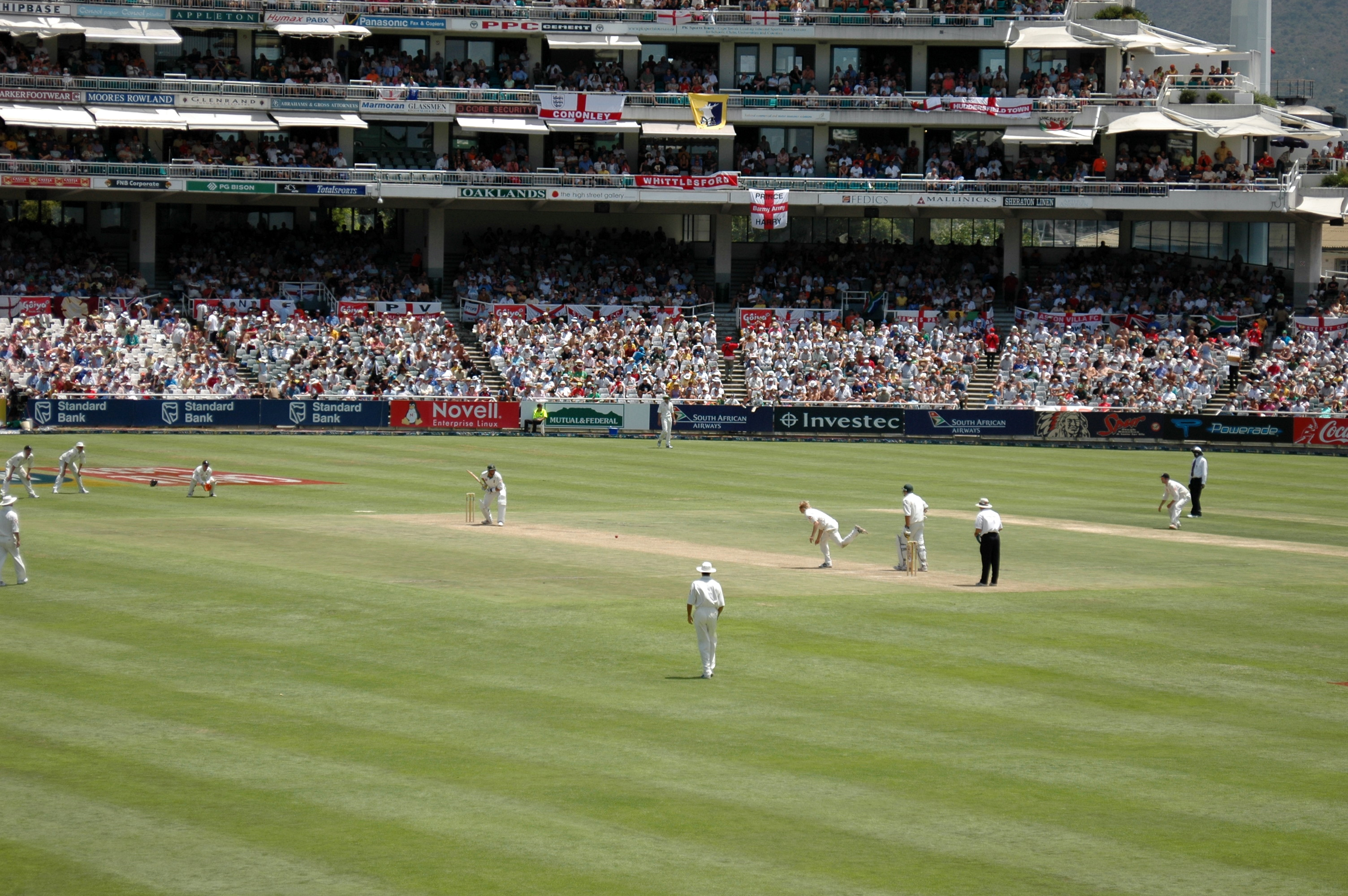
2005年に行われた南アフリカとイギリスの試合（テストマッチ）。選手は伝統的な白い制服を着用している。黒いズボンを身に付けているのは審判である。

テスト・クリケットやアマチュアの試合では、伝統的な白のユニフォーム（白い襟付きのシャツ、白いズボン、帽子、気温の低いときはベストまたはセーターを着用することもある）に赤のボールを使用し競技を行う。白いユニフォームの着用は、スポーツ競技として潔白を表す白色とともに、夏季に開催されるクリケットの試合で、日差しを避ける意味がある。ODIやT20形式の国際試合では、カラーのユニフォームに白のボールを使用する。

## 用具

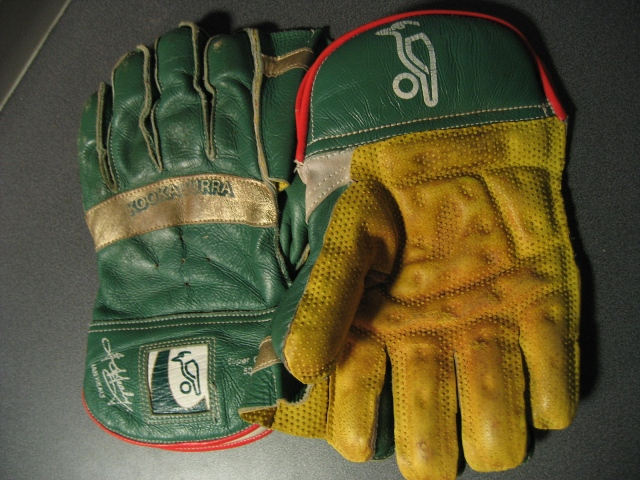
ウィケットキーパーが使用するグローブ

主な用具は以下の通りである。
クリケットボール
クリケットをプレーするために使用される硬いボール。
クリケットバット
バッターが投球を打つために用いられる。
スタンプ
ウィケットを構成している3本の柱。
ベイル
ウィケットを構成しているスタンプ（3本の柱）の上に乗った横木2本。
ヘルメット
バッターやウィケットキーパー、バッターから近距離のポジションのいるフィールダーが安全確保のため着用する。
パッド
バッターやウィケットキーパーが安全確保のため着用する。
グローブ
バッターやウィケットキーパーが安全確保のため着用する。

## 女子クリケット
1745年にイギリス・ロンドン近郊のサリーで初めて女子クリケットがプレーされたことが記録されている。国際的に発展し始めたのは20世紀からであり、1934年にイングランドとオーストラリアの間で初めてナショナルチームのテストマッチが行われた。その翌年にはニュージーランドも参加した。1958年には国際女子クリケット評議会（International Women's Cricket Council）が創設された。1973年には女子クリケット・ワールドカップがイングランドで初開催された。2020年現在の女子クリケット・ワールドカップの最多優勝国は6回のオーストラリアである。2005年には国際女子クリケット評議会が国際クリケット評議会（ICC）に吸収合併され、男女一体となる一つの統括団体となった。2015年10月1日からICCによって3つの形式による女子の世界ランキングが開始された。

## 統括団体

### 国際クリケット評議会

正会員
準会員（ODI形式に参戦可能）
準会員
元会員又は資格停止
非会員

クリケットの国際競技連盟は、国際クリケット評議会（英語: International Cricket Council、略称：ICC）である。1909年に設立され、本部はアラブ首長国連邦のドバイにある。2005年まで本部はイギリス・ロンドンのローズ・クリケット・グラウンドにあった。
2023年現在、正会員は12の国と地域、準会員は96の国と地域、合計108の国と地域の協会が所属している。西インド諸島代表はカリブ海地域の15の国と地域が連合になった多国籍ナショナルチームであることから、実質的に120を超える国と地域が所属エリアとなる。また、イングランド代表はウェールズとの合同チームであり、アイルランド代表はイギリスの北アイルランドとの合同チームである。12の正会員の国と地域は以下の通り。
| 国・地域         | 正会員加盟日  |
| ---------------- | ------------- |
| イングランド     | 1909年7月15日 |
| オーストラリア   | 1909年7月15日 |
| 南アフリカ共和国 | 1909年7月15日 |
| インド           | 1926年5月31日 |
| 西インド諸島     | 1926年5月31日 |
| ニュージーランド | 1926年5月31日 |
| パキスタン       | 1952年7月28日 |
| スリランカ       | 1981年7月21日 |
| ジンバブエ       | 1992年7月6日  |
| バングラデシュ   | 2000年6月26日 |
| アイルランド     | 2017年6月22日 |
| アフガニスタン   | 2017年6月22日 |

### 大陸競技連盟
以下の5つの大陸競技連盟がある。
- アジアクリケット評議会（ACC）
- 欧州クリケット評議会（ECC）
- アフリカクリケット連盟（ACA）
- ICCアメリカ
- ICC東アジア太平洋

## 国際大会
クリケット・ワールドカップ
1975年に始まった4年に1度開催されるクリケットで最大の世界選手権大会。試合形式はワン・デイ・インターナショナル（ODI）。FIFAワールドカップと夏季オリンピックに次いで世界で3番目に視聴者数の多いスポーツイベント。最多優勝チームは5回のオーストラリア。通算最多得点（ラン）を記録している選手はインドのサチン・テンドルカール。
ICC T20ワールドカップ
男子は2007年、女子は2009年に始まったトゥエンティ20形式の世界選手権大会。男子の最多優勝チームは2回の西インド諸島。女子の最多優勝チームは5回のオーストラリア。
ICCチャンピオンズトロフィー
1998年に始まった4年に1度開催されるODI形式の国際大会。ODI形式ではクリケット・ワールドカップに次ぐ重要な大会。最多優勝チームはオーストラリアとインド。
女子クリケット・ワールドカップ
1973年に始まった女子の世界選手権大会。近年は4年に1度開催される。最多優勝チームは6回のオーストラリア。
ICC U19クリケット・ワールドカップ
1988年に始まった2年に1度開催される19歳以下の世界選手権大会。試合形式はODI。最多優勝チームは4回のインド。
ICCテストチャンピオンシップ
2003年に始まった国際クリケット評議会に認定を受けた12のナショナルチームが参加をするテスト・クリケット形式の国際大会。
夏季オリンピック
2028年ロサンゼルスオリンピックで実施予定。男女2種目のトゥエンティ20形式で行われる予定。過去には1900年パリオリンピックの男子種目でイギリスが金メダルを獲得した。

## 各国リーグ

### ファーストクラス・クリケット
球数無制限の2イニング制を採用している伝統的なクリケットの形式を特に国内リーグではファーストクラス・クリケットと呼ぶ。この形式のリーグではイングランド・ウェールズクリケット委員会（ECB）が1890年から実施しているカウンティ・チャンピオンシップが有名である。オーストラリアでは1892年度に始まったシェフィールド・シールドという大会があり、インドでは1934年に始まったランジ・トロフィーという大会がある。

### オーバー制限のある形式
伝統国を中心に世界に様々な大会がある。オーストラリアでは1969年度に始まった50オーバー制で行われるワン・デイ・カップがある。日本では2006年に始まった40オーバー制で行われる日本クリケットリーグがある。

#### トゥエンティ20

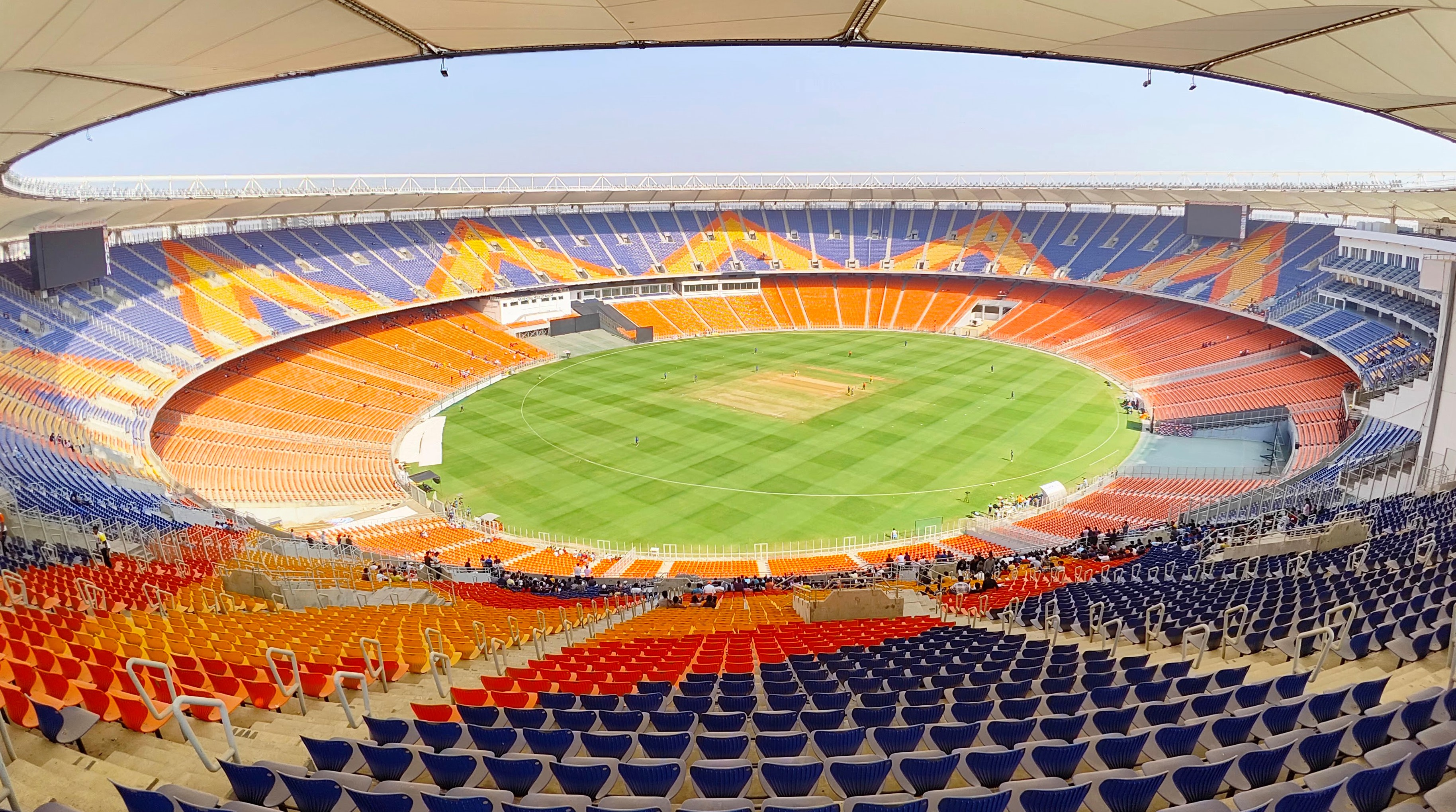
IPLの試合で使用されるナレンドラ・モディ・スタジアム。収容人数は13万2000人。

更に短時間で試合が終わる20オーバー制のトゥエンティ20（T20）形式が2003年に導入され、その後各国でプロリーグが新設された。インドのインディアン・プレミアリーグ（IPL）は世界最大規模のプロクリケットリーグである。アメリカ経済誌フォーブスの算定によると、2022年時点のIPLの1チーム平均資産価値は10億4000万ドルであり、北米4大プロスポーツリーグの一つであるNHLを上回った。
| 国・地域                | リーグ                                            |
| ----------------------- | ------------------------------------------------- |
| アイルランド            | インター・プロヴィンシャル・トロフィー            |
| アフガニスタン          | アフガニスタン・プレミアリーグ                    |
| アメリカ                | メジャーリーグクリケット マイナーリーグクリケット |
| アラブ首長国連邦        | インターナショナルリーグT20                       |
| イングランド ウェールズ | トゥエンティ20カップ                              |
| インド                  | インディアン・プレミアリーグ 女子プレミアリーグ   |
| オーストラリア          | ビッグ・バッシュ・リーグ                          |
| オランダ                | ダッチトゥエンティ20カップ                        |
| カナダ                  | グローバルT20カナダ                               |
| スリランカ              | ランカ・プレミアリーグ                            |
| 西インド諸島            | カリビアン・プレミアリーグ                        |
| ニュージーランド        | スーパースマッシュ                                |
| ネパール                | ネパールT20リーグ                                 |
| パキスタン              | パキスタン・スーパーリーグ                        |
| バングラデシュ          | バングラデシュ・プレミアリーグ                    |
| 南アフリカ              | ラムスラム・T20・チャレンジ                       |

## クリケット選手

### 代表的な選手

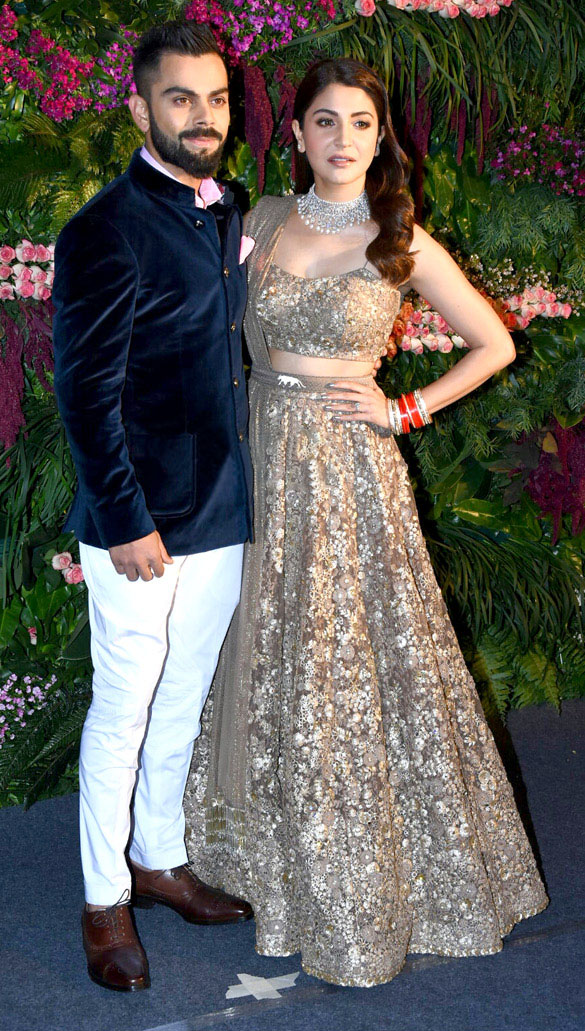
ヴィラット・コーリと妻でボリウッド女優のアヌシュカ・シャルマ

クリケットの長い歴史の中で最も偉大な選手の一人としてオーストラリアのドナルド・ブラッドマンが挙げられる。ブラッドマンは史上最高のクリケット選手と評され、ペレやモハメド・アリ等と共に20世紀を代表するスポーツ選手の一人である。インドのサチン・テンドルカールはクリケットの神様とも呼ばれ、テスト形式とODI形式で歴代最多得点（ラン）を記録している。バルバドスのガーフィールド・ソバーズは史上最高のオールラウンダーの一人であり、ジャック・ホッブスやシェーン・ウォーン、ヴィヴ・リチャーズも20世紀のトップ5選手に選出されている。19世紀を代表する選手はイングランドのW・G・グレースが挙げられる。
現役選手ではインドのヴィラット・コーリが2010年代から2020年代にかけて世界最高選手の一人として挙げられる。2020年に国際クリケット評議会より、過去10年間における世界最優秀選手賞を受賞した。インドではスポーツ界を越えたスーパースターであり、2023年にInstagram公式アカウントのフォロワー数がアジア人として史上初の2億5000万を超えた。

### 世界最優秀選手賞
- サー・ガーフィールド・ソバーズ・トロフィー
- ウィズデン・リーディング・クリケッター・イン・ザ・ワールド

## アマチュア・クリケット

### 歴史的なアマチュア

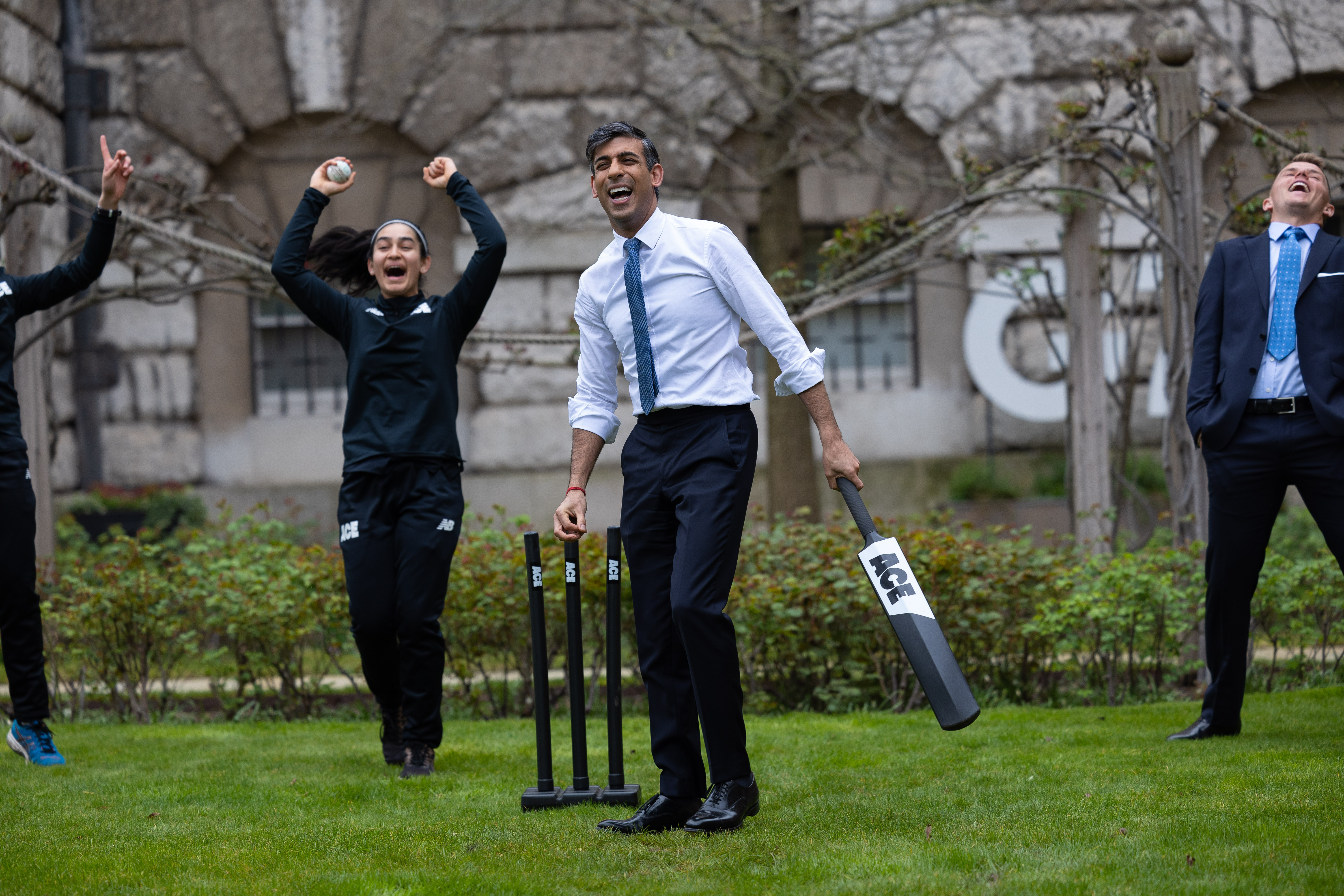
プレップスクール時代はクリケットチームの主将を務めたイギリスのスナク首相、ダウニング街10番地にて（2023年）

歴史的なイギリスのアマチュアは、上流階級や少なくとも中流階級であり、十分な富を所有し、好きな時に自由にプレーすることが可能であり、定期収入などの些細なことを心配する必要がない人々が典型である。一方、プロはクリケットをプレーするために雇われた労働者階級の人々が典型である。プロはしばしば召使と同じように扱われ、執事が主人に対して行うのと同じように、アマチュアに対して敬意を払うことが期待されていた。アマチュアとプロは旅行する時は別々のホテルで、敷地内では別々の更衣室と食事であった。アマチュアのみのジェントルマンチームとプロのみのチームとの対抗戦が1806年に開始され、1962年まで続いた。このアマチュアとプロの区別は1962年11月に公式に撤廃され、このシリーズは廃止となった。
1805年に開始されたイートン校とハロウ校との伝統の試合は、格式や伝統あるエリート校同士によるアマチュア・クリケットの典型である。1818年には初めてローズ・クリケット・グラウンドで行われ、1822年からは毎年行われるようになり、200年を超える歴史となった。大学クリケットは1827年に開始されたオックスフォード大学とケンブリッジ大学との間で行われる試合が代表的である。ザ・大学マッチ（The University Match）と呼ばれ、ボートレースより長い歴史がある。

### クリケットの種類

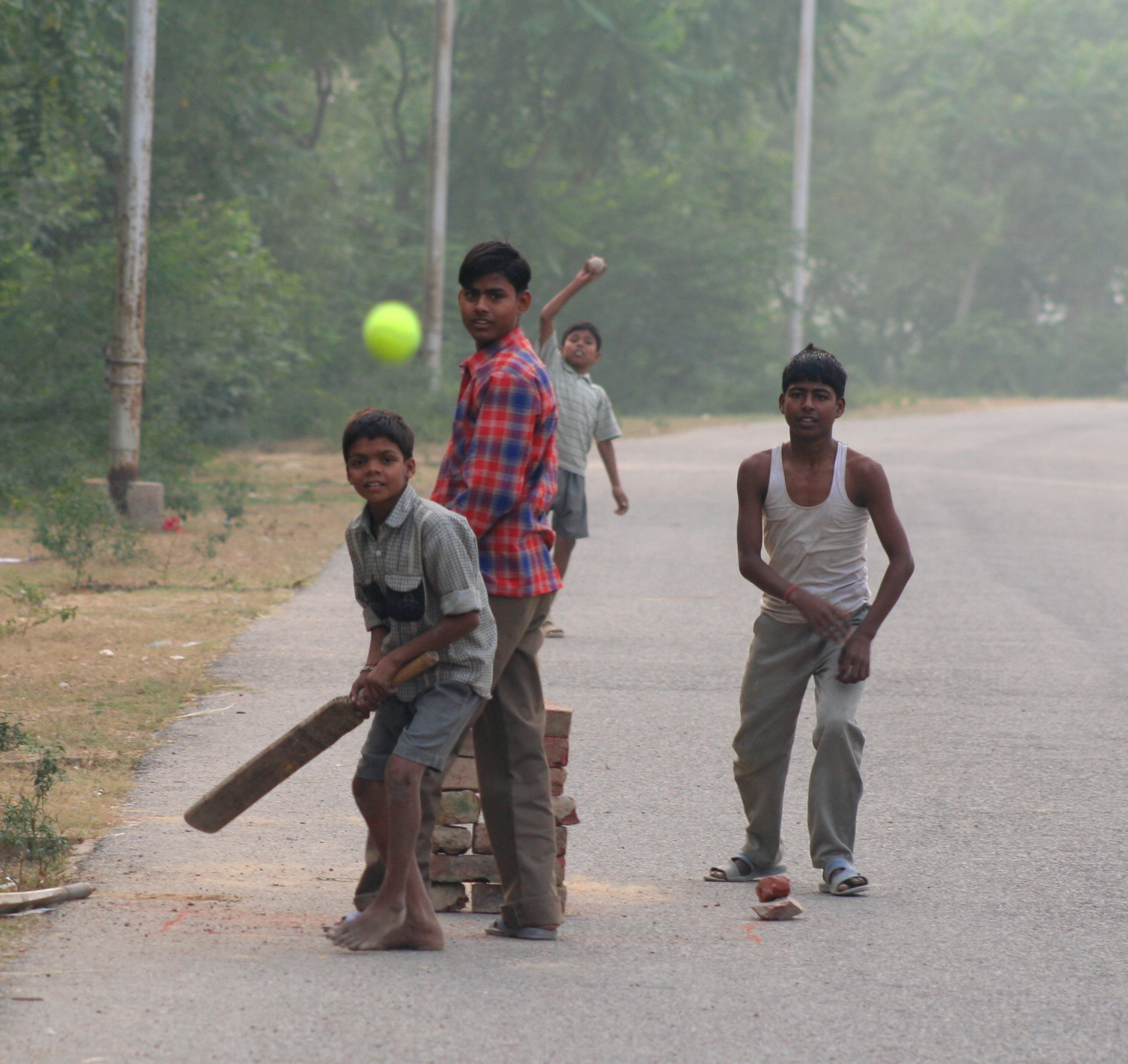
テニスボール・クリケットを路上で行うインドの少年達

アマチュア向けの様々な形式のクリケットが世界各地で行われている。
- クラブ・クリケット（英語版）
- デクラレーション・クリケット
- ショートフォーム・クリケット（英語版）
- インドア・クリケット
- シングル・ウィケット・クリケット（英語版）
- クイック・クリケット（英語版）
- バックヤード・クリケット（英語版）
- ガーデン・クリケット
- フレンチ・クリケット（英語版）
- テニスボール・クリケット
- テープボール・クリケット（英語版）
- キリキティ（英語版）
- ヴィゴロ（英語版）
- トロブリアンド・クリケット（英語版）
- テーブル・クリケット（英語版）

## イギリス王室とクリケット
イギリスの上流階級の間で人気があったクリケットの歴史には、イギリス王室の王族が頻繁に登場する。

### エリザベス2世とフィリップ王配

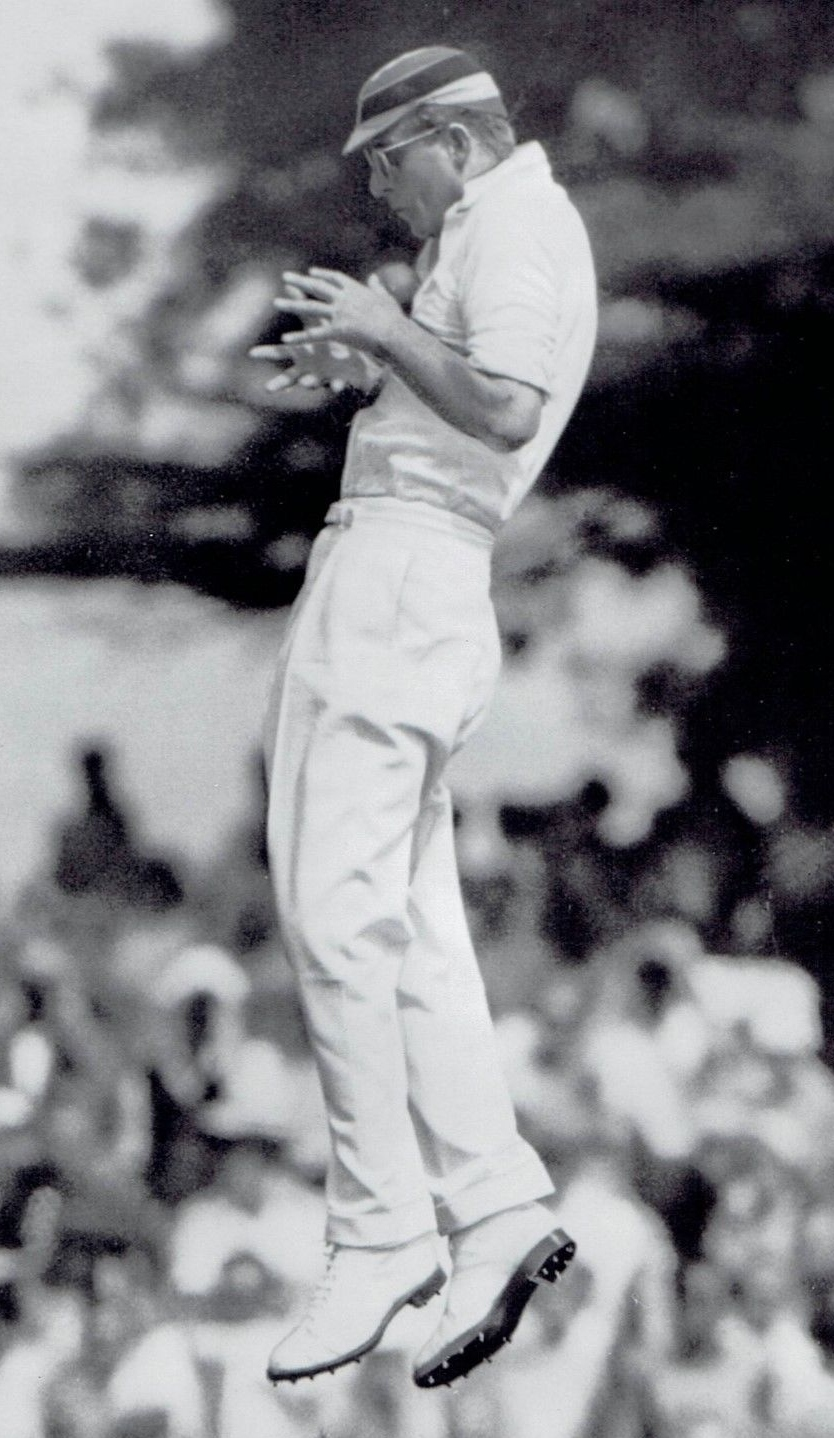
クリケットをするフィリップ王配（1957年）

エリザベス2世はクリケットの大ファンとして知られ、生涯に渡ってクリケットをサポートし続けた。王配のフィリップと同行して、クリケットの聖地と呼ばれるローズ・クリケット・グラウンドに公式訪問として33回訪れた。テニスのウィンブルドン選手権の公式訪問が生涯で4回である。女王は王室の公務から早めに帰宅してクリケットの試合を観戦していたとも伝えられている。イングランドで開催された1975年、1979年、1983年、1999年のワールドカップでは、バッキンガム宮殿での歓迎会に全チームを招待した。女王在位中として最後のワールドカップとなった2019年大会はイングランドで開催され、決勝戦は241対241の同点でスーパーオーバーに突入するなど、あらゆるスポーツ界の中でも史上最高の試合の一つと評されるほどの大接戦となり、イングランド代表が念願の初優勝をした。女王は、「今日のワールドカップ決勝でこのようなスリリングな勝利を収めたイングランド男子クリケットチームに、フィリップ王子と私は心からの祝福を送ります。」と述べた。女王在位中に26人のクリケット選手に大英帝国勲章のナイトの称号を授与した。
王配のフィリップは、若い頃は熟練したクリケット選手であり、所属校ゴードンストンではキャプテンを務め、打者と投手を兼任する二刀流のオールラウンダーだった。フィリップは世界のクリケット界に影響力の大きいメリルボーン・クリケット・クラブの会長職にもなった。この会長職は当時は自動的に国際クリケット評議会の議長職を兼任していた。フィリップはクリケットの聖書と呼ばれるウィズデン・クリケッターズ年鑑に「クリケットに関する全てを楽しんでいる。チェスのように繊細であり、陸上競技の全ての優雅さと体力を必要とし、熟練した政治家の心理的な洞察力や判断力が必要になる。」と記した。

### ウィリアム皇太子

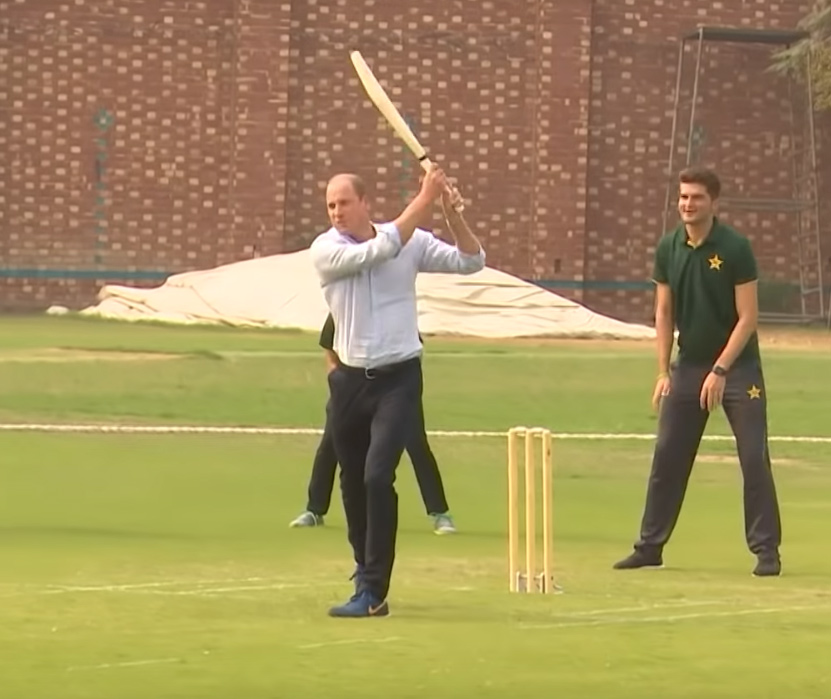
パキスタン代表の選手とクリケットをするウィリアム王子（2019年）

ウィリアム皇太子もクリケットと深い関わりがある。出身校のイートン・カレッジやケンブリッジ大学ではクリケットが伝統のスポーツである。2016年にはキャサリン妃とインドを公式訪問し、インドでクリケットの神様と呼ばれるサチン・テンドルカールとクリケットをプレーした。ニュージーランドやパキスタンなどクリケットが盛んな国を公式訪問し、クリケットをしている。2023年には長男のジョージとテスト・クリケットのジ・アッシズをローズ・クリケット・グラウンドで観戦した。弟のヘンリー王子も熱烈なクリケットファンで、イングランドの試合に頻繁に足を運んでいる。

### その他
19世紀に世界各地を植民地化・半植民地化して繁栄を極めた大英帝国を象徴する女王であるヴィクトリアの孫であるクリスティアン・ヴィクターは歴代のイギリス王室の中でも本格的なクリケット選手であった。イギリス王室出身としては史上初の最高水準のファースト・クラス・クリケット選手となり、19世紀の世界最高の選手と言われるW・G・グレースとの対戦経験もある。イギリス領インド帝国時代には、偉大な王を意味するマハーラージャであるランジットシンジがケンブリッジ大学を卒業し、クリケット選手として大きな功績を残した。インドのクリケットの発展・普及に大きく貢献したことから、「インドクリケットの父」と呼ばれている。

## 類似競技

### 野球

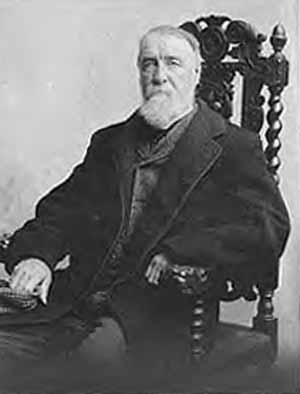
イギリス出身のヘンリー・チャドウィックはクリケットの知識を利用し、野球用のボックススコアや打率、防御率などを考案したとされ、『野球の父』と呼ばれる。

野球は一見クリケットと似ており、投手が投げたボールを打者が打ち、打ったボールがフィールドを転がる間に打者が走って点を重ねるスポーツである。
クリケットは野球との相違も多く、代表的な点としては
- 投手は助走を付けられるが、肘は伸ばして投げなくてはいけない。
- 打者は投げられたボールがノーバウンドであろうと、ワンバウンドであろうと構わず打つ。
- 打者は全方位どこに向かって打ってもよい。
- 後ろに立つ3本の棒（ウィケット、三柱門と書かれている時がある）に投球が当たるとアウト。
  - 3ストライクなどではなく、ウィケットに1球でも投球が当たればアウト。
  - そのかわりアウトにならなければ、何球でも打者は打てる。
- 打者はペアを組んで打撃し、投球をいくら見送っても良く、打って走らなくてもいい（但し、得点するためには走る）。

などの違いがある。
また、道具にも違いがあり、バットは棒形ではなく平たいオール型をし、グローブは捕手のみが着用を許され、両手に付けることができる。

## 流行
・2024年、プロ野球選手の大谷翔平選手が、クリケットバットで練習をしている旨を話したところ、10年で20本しか売れなかったクリケットバットが売り切れる事象が発生した。

### その他
- ソフトボール
- ラプター
- ラウンダーズ
- シュラークバル

## クリケットを扱った作品
- スペティグの魔球 Spedegue's Dropper[96]：著者 アーサー・コナン・ドイル
- 宇宙クリケット大戦争 Life, the Universe and Everything[96]：著者 ダグラス・アダムス
- 黒執事 （漫画作品）：著者 枢やな / 19世紀の、英国寄宿学校の寮対抗クリケット大会が、スポ魂マンガ風に描かれる。漫画16巻 - 17巻に収録。
- スーラジ ザ・ライジングスター（アニメ作品）：野球マンガ作品『巨人の星』をインドでクリケットに置き換えて制作[97]。同作品の出版元である講談社が筆頭になり、トムス・エンタテインメントとインドのアニメ会社と共同制作[98]。
- ラガーン - 2001年公開のインド映画。